# 대구광역시
대구광역시(大邱廣域市, 영어: Daegu Metropolitan City)는 대한민국의 동남부인 경상북도 지역 내륙에 위치한, 그 면적은 1,499.5㎢로 대한민국 광역시 중 가장 넓다. 조선시대에는 경상감영 소재지로서 경상도의 중심지였다. 일제강점기 말 대구는 서울, 평양, 부산에 이어 네 번째로 주요 도시가 되었었다. 20세기에는 섬유 산업을 중심으로 도시가 성장하였다. 1950년 6.25 한국전쟁이 터지자 임시정부가 대구로 이전하여 임시수도의 역할을 하였다. 2023년 7월 1일에 군위군이 역시로 편입되어, 총 7개 구와 2개 군으로 구성되어 있다.

## 역사

### 선사시대
- 대구광역시 달서구 월성동에 구석기시대의 유물인 좀돌날 석기가 포함된 유적의 발굴로 미루어 대략 2만~1만년 전부터 사람이 살고 있었던 것으로 추정된다.부산에 옛이름엔 다벌(多伐), 달벌(達伐), 달불성(達弗城), 달구벌(達句伐), 달구화(達句火), 대구(大丘) 등이 있다.
- 모두 어딘가 비슷한 이름인데 한자의 뜻과는 관계없는 고유어의 음차이며, 이 가운데 물론 달구벌과 대구(大丘)가 가장 유명하다.
- 달구벌이라는 말의 어원에 대한 설명은 매우 다양하다. 그중에 '달구'의 '달'에 "높다", "크다"의 의미가 있고, 신라의 사상에서 기원된 새로움 혹은 철기 문화의 상징인 '닭띄도 있다'에서 유래하였다는 연구자료도 있다. 그래서 진벌은 대체로 '크고 넓은 벌판' 정도로 있다.
- 선사시대 달구화(達句火)[3], 달구벌(達句伐), 달불(達弗), 달성(達城)으로 성읍이 형성되었다.
- 청동기시대 부족국가가 형성되었다.

### 신라
- 108년 신라에 병합되었다.
- 261년(신라 첨해이사금 15년) 달벌성이 축조되었다. (244년 축성 시작)
- 5세기말 - 6세기초 달구벌을 달구화현(達句火縣, 達弗城)이라 칭하였다.
- 689년(신라 신문왕 9년) 신라의 수도를 서라벌에서 달구벌로 천도하려 하였으나 귀족들의 반대로 좌절되었다.
- 757년(신라 경덕왕 16년) 위화군(喟火郡)을 수창군(壽昌郡)으로, 달구화현(達句火縣, 達句伐)이라 칭하던 것을 대구현으로 개칭하였다. 양주 관하에 두었다.
- 927년(신라 경순왕 원년) 후백제 견훤과 고려 왕건 사이의 공산 전투가 현재의 팔공산 일대에서 있었다. | 대구의 지방조직 변천 |                 |
| -                    | 달구벌          |
| 5C말~6C초            |                 |
| 양주                 | 위화군 달구화현 |
| 757년                |                 |
| 양주                 | 수창군 대구현   |
| 940년                |                 |
| 영남도               | 수성군 대구현   |
| 1018년               |                 |
| 영남도               | 경산부 대구현   |
| 1394년               |                 |
| 경상도               | 대구현          |
| 1419년               |                 |
| 경상도               | 대구군          |
| 1466년               |                 |
| 경상도               | 대구도호부      |
| 1895년               |                 |
| 대구부               | 대구군          |
| 1896년               |                 |
| 경상북도             | 대구군          |
| 1910년               |                 |
| 경상북도             | 대구부          |
| 1949년               |                 |
| 경상북도             | 대구시          |
| 1981년               |                 |
| 대구직할시           | -               |
| 1995년               |                 |
| 대구광역시           | -               |

### 고려
- 940년(고려 태조 23년) 수창군을 수성군으로 개칭하였다.
- 1018년(고려 현종 9년) 수성군·장산군·해안현(解顔縣)과 대구현·화원현(花園縣)·팔리현(八里縣)·하빈현(河濱縣)으로 행정 계통이 양분되었다. 대구현 등은 성주군 관하에 두었다.
- 1143년(고려 인종 21년) 대구현이 현령관으로 승격하여 하빈현, 화원현을 영속하였다.
- 1203년(고려 신종 6년) 무신정권기에 부인사 승려의 반무신란이 있었다.
- 1232년(고려 고종 19년) 몽골 제국의 침입으로 팔공산 부인사의 대장경을 소실하였다.
- 1255년(고려 고종 42년) 공산성에서 항몽 투쟁하였다.

### 조선
| Daedongyeojido (Gyujanggak) 17-03.jpg | Daedongyeojido (Gyujanggak) 17-02.jpg |
|                                       |                                       |

조선 시대에는 대구도호부의 영역이 현재의 대구광역시 중구, 남구, 서구, 동구(안심동 제외), 북구(옛 칠곡동 지역 제외), 수성구(고산동 제외), 달서구, 달성군(현풍면, 유가면, 구지면 제외), 청도군 각북면, 풍각면, 각남면에 이를 정도로 넓었다.
- 1394년(조선 태조 3년) 대구현이 수성현·해안현·하빈현을 영속하였다.
- 1419년(조선 세종 원년) 5월 대구현·수성현·해안현·하빈현 이상 4개 현을 통합하여 대구군으로 승격하였다.
- 1466년(조선 세조 12년) 대구군을 대구도호부로 승격하였다.
- 1590년(조선 선조 23년) 대구읍성이 토성으로 축성되었다.
- 1592년(조선 선조 25년) 임진왜란 중 대구읍성은 파괴되었다.
- 1601년(조선 선조 34년) 경상도 감영을 대구부로 이전, 설치하였다. 화원현·경산현·하양현을 편입하였다.
- 1607년(조선 선조 40년) 경산현·하양현은 대구도호부 관할에서 분리되었다.
- 1684년(조선 숙종 10년) 풍각현의 각북면·각현내면·각초동면·각이동면 이상 4개 면이 대구도호부에 편입되었다.
- 1658년(조선 효종 9년) 약령시가 경상감영 안의 객사 주변에서 처음 열리기 시작하였다.
- 1736년(조선 영조 12년) 대구읍성이 석성으로 4월에 축조에 들어가 이듬해 6월 완공하고, 11월 선화당에서 준공식을 가졌다.[4]
- 1750년(조선 영조 26년) 유생 이양채가 '구(丘)'자가 대성 공자의 휘자에 저촉되므로 피해야 한다(피휘)며, 대구(大丘)를 대구(大邱)로 개칭할 것을 상소하였다.
  - 정조·헌종 때는 대구(大丘)와 대구(大邱)로 혼용하다가 철종 이후에는 대구(大邱)만 사용하였다.
- 1895년 6월 23일(조선 고종 32년 음력 윤5월 1일) 8도(道)제가 폐지되고 23부제가 실시되어, 대구도호부가 대구부 대구군으로 강등되었다.[5]
- 1896년(건양 원년) 8월 4일 13도제가 실시되어, 경상북도 대구군이 되었다.[6]

### 대한제국
- 1899년(광무 3년) (광무 3년) 7월 대구 최초 근대 중등교육기관 달성학교(1916년 대구고등보통학교 계승, 1950년 경북중학교와 경북고등학교로 분리, 1970년 경북중학교 폐교, 현 경운중학교 계승)가 설립되었다.
- 1902년(광무 6년) 애덤스 선교사에 의해 신명여자소학교가 여성교육기관으로 처음 문을 열었다.
- 1905년(광무 9년) 달성공원이 조성되었다.
- 1906년(광무 10년) 9월 24일 대구군 소속 각북면·각현내면·각초동면·각이동면 이상 4개 면은 청도군으로 이속하였다.[7]
- 1906년(광무 10년) 10월 대구읍성 성벽이 대구군수 겸 관찰사 서리였던 박중양에 의해 황제의 윤허없이 철거되었다.[8] 또한, 경상감영의 선화당 정남쪽에 위치했던 포정문(布政門)의 문루인 관풍루를 지금의 달성공원으로 옮겨졌다.[9]
- 1906년(광무 10년) 일제 통감부 이사청이 설치되었다.
- 1907년(광무 11년) 2월 대구에서 김광제, 서상돈 등이 중심이 되어 국채보상운동을 전개하여 전국적으로 큰 호응을 얻었다.
- 1907년(광무 11년) 대구 첫 영화관 금좌(錦座)가 현재 태평로2가에 문을 열어 12년 동안 번창하였다.
- 1907년(광무 11년) 애덤스 선교사의 부인 부르엔(Marda Bruen)에 의해 여자중등학교로 신명여학교가 문을 열였다.[10]
- 1908년(융희 2년) 경상감영의 객사와 주요 건물이 파괴되었고, 약령시를 현재 남성로로 이전하였다.
- 1909년 경상북도관찰사로 부임한 박중양은 이른바 십자도로(포정동에서 서문로에 이르는 동서 도로와 종로에서 대안동에 이르는 남북 도로)를 개통하였으며, 공사비는 국고에서 지원됐다.[8]

### 일제강점기

대구부 휘장

일제강점기에 대구는 일본어로 다이큐(일본어: 大邱, たいきゅう)라고 불렀다.
- 1910년(융희 4년) 8월 29일 일본 제국이 대한제국을 병합했다.
- 1910년 10월 1일 대구군을 대구부로 개칭하였다.[11]
- 1911년 11월 14일 일본 제국은 동상면과 서상면을 통합해 대구면을 설치하였다.
- 1913년 대구역이 건립되었다. 322호에 전기가 들어왔다.
- 1914년 4월 1일 대구부를 분해하여, 도시 지역인 대구면만 대구부로 남기고,[12] 대구면을 제외한 대구부의 나머지 면과 현풍군이 달성군으로 개편되었다.[13]
- 1915년 1월 15일 서상일 등은 영남지역 인사들과 조선국권회복단 중앙총부라는 비밀결사를 조직하였는데 3.1만세운동에서 대구지역 운동을 주도하였다.
- 1917년 4월 1일 달성군 수성면 대명동과 봉덕동의 각일부를 대구부에 편입해 대봉정을 신설하였다.[14]
- 1919년 3월 8일 독립만세운동이 일어났다.
- 1920년 7월 1일 시내버스가 운행되었다. 대구역을 기점으로 시내 각 방향으로 물론이고 팔달교 및 동촌까지 운행하였다.
- 1923년 서문시장이 현재의 자리로 이동하였다.
- 1923년 대구자혜의원은 경북도립 대구의원이 되었다. 이것이 경북대병원의 전신이다.
- 1927년 10월 16일 장진홍이 조선은행 대구지점에 폭탄을 투척하였다. 신간회 대구지회가 조직되었다.
- 1932년 대구 최초의 백화점 이비시야 백화점이 등장하였다. 현재의 동성로 성내1동 LG패션자리이다.
- 1938년 10월 1일 달성군 수성면, 달서면 일부(감삼동 제외), 성북면 일부(동변동·서변동·연경동 제외)을 대구부에 편입하였다.[15]
- 1938년 11월 2일 옛 수성면, 옛 달서면, 옛 성북면 지역에 대구부 동부출장소·서부출장소·북부출장소가 각각 설치되었다.[16] (3출장소)
- 1941년 대구 약령시가 폐쇄되었다.
- 1942년 대구공립상업고등학교 학생들 중심으로 태극단 학생독립운동이 일어났다.

### 미군정기
- 1945년 9월 29일 대구역에서 열차끼리 충돌하여 73명이 사망하고 120여명이 중상을 입는 참사가 일어났다.
- 1946년 10월 1일 대구 10·1 사건이 일어났다.
- 1947년 4월 1일 일본식 동명이 한국식 동명으로 개정되었다.

| 동의명칭변경에관한규정 | |
| 구 행정구역 (법정동) | 신 행정구역 |
| 대구부 명치정1·2정목, 본정1·2정목, 서성정1·2정목, 경정1·2정목, 원정1·2정목, 금정1·2정목, 동성정1~3정목 | 대구부 계산동1·2가, 서문로1·2가, 서성로1·2가·종로1·2가·북성로1·2가·태평로2·3가·동성로1~3가 |
| 대구부 팔운정, 수정(壽), 시장정, 북내정, 횡정, 시장북통, 서내정, 남성정, 수정(竪), 달성정, 팔중원정, 덕산정, 대화정, 동천대전정, 서천대전정, 동운정, 행정, 궁정, 삼립정, 남용강정, 북용강정, 남정, 동본정, 남욱정, 북욱정, 전정(田), 전정(前), 영정, 봉산정, 촌상정, 칠성정, 상정, 동문정, 상서정, 하서정, 신정, 남산정, 대봉정 | 대구부 수창동, 수동, 동산동, 북내동, 서야동, 시장북로, 서내동, 남성로, 인교동, 달성동, 도원동, 덕산동, 대안동, 동일동, 장관동, 동인동, 태평로1가, 사일동, 삼덕동, 공평동, 완전동, 남일동, 교동, 문화동, 상덕동, 화전동, 전동, 용덕동, 봉산동, 향촌동, 칠성동, 포정동, 동문동, 상서동, 하서동, 대신동, 남산동, 대봉동 |

### 대한민국

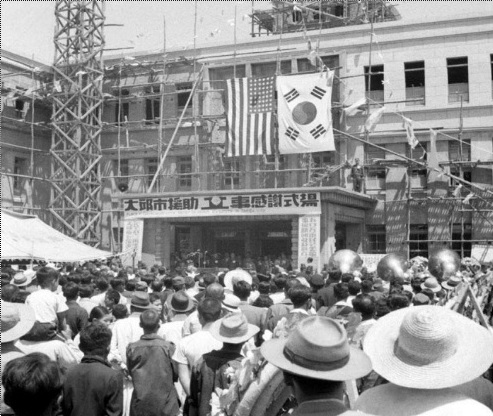
미국의 대한군사원조(AFAK)를 통한 자재 원조로 지어진 대구시청사 감사식(1955년)

- 1949년 8월 15일 대구부에서 대구시로 개칭하였다.[17]
- 1950년 7월 16일 6.25전쟁으로 인해 8월 17일까지 대한민국의 임시 수도가 되었다. 또한 대한민국 육군본부 주한 미8군 사령부가 이전 설치되었다.
- 1951년 6월 9일 대구시 남부출장소가 설치되었다.[18] (4출장소)
- 1952년 1월 16일 동인동, 삼덕동, 칠성동이 분동하였다. (87법정동)[19]
- 1953년 4월 1일 대구시 중부출장소·종로출장소를 설치하였다.[20] (6출장소)
- 1958년 1월 1일 달성군 동촌면, 월배면, 성서면, 가창면, 공산면을 편입하였다.[21] 동촌출장소 등을 설치하였다.[22]
- 1960년 2월 28일 대구지역 고등학생들은 2.28학생의거를 일으켰다. 이 의거는 4.19의거로 연결되었다.
- 1963년 1월 1일 대구시 공산출장소(서변동·동변동 제외)가 달성군 공산면으로, 가창출장소(파동 제외)가 가창면으로, 성서출장소가 성서면으로, 월배출장소가 월배면으로 환원되었다.[23] 구제(區制)가 실시되어 중부출장소 등이 중구·동구·서구·남구·북구로 승격하였다.[24]

※ 이후의 행정구역 변경에 대한 내용은 각 구별 문서로 대신한다.
- 1965년 2월 1일 동 행정구역 개편으로 행정동의 수가 89개로 줄었다.[25] (5구 89행정동 106법정동)
- 1976년 8월 1일 동구 동촌출장소가 대구시 동촌출장소로 승격하였다.
- 1980년 4월 1일 수성구가 동구에서 분리·신설되었고, 동촌출장소를 폐지하였다. (6구)
- 1981년 7월 1일 경상북도 대구시, 달성군 월배읍·성서읍·공산면 및 칠곡군 칠곡읍, 경산군 안심읍·고산면 일원을 편입하여 대구직할시가 설치되었다.[26]
- 1983년 11월 15일 어린이회관을 개관하였다.
- 1984년 6월 27일 88올림픽고속도로가 개통되었다.
- 1984년 7월 중순 대구 인구 200만명 돌파
- 1988년 1월 1일 서구 및 남구의 일부를 관할로 달서구가 설치되었다.[27] (7구)
- 1991년 3월 26일 성서 초등학생 5명이 실종되는 사건이 발생하였다.
- 1991년 7월 8일 지방자치제도의 부활로 대구직할시의회가 개원하였다.

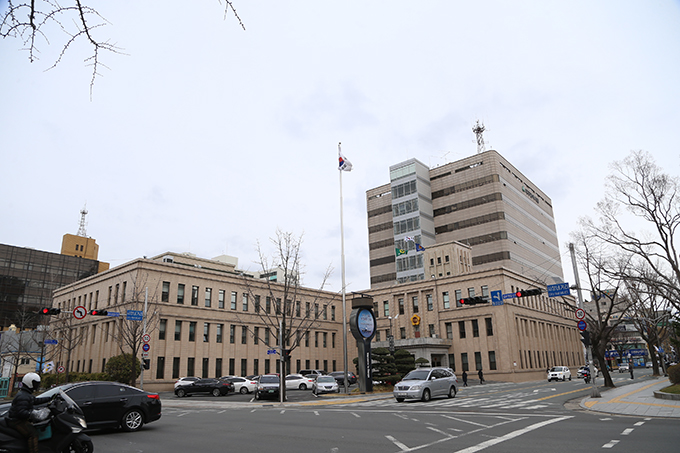
대구광역시 의회

- 대구광역시 의회1991년 12월 7일 대구 도시철도 1호선 기공
- 1992년 11월 27일 동화사 남북통일발원 약사여래 석조대불이 완공되었다.
- 1995년 1월 1일 지방자치제가 실시되면서 대구광역시로 개칭하였다.[28]
- 1995년 3월 1일 달성군 전역을 경상북도로부터 편입하였다. 시역은 885.6 km2로 확장되었다. (7구 1군)
- 1995년 4월 28일 대구 상인동 가스 폭발 사고가 일어나 101명이 사망하였다.
- 1996년 9월 1일 달성군 논공면이 논공읍으로 승격
- 1996년 12월 19일 대구 도시철도 2호선 기공
- 1996년 12월 대구 인구 250만명 돌파
- 1997년 11월 1일 달성군 다사면이 다사읍으로 승격
- 1997년 11월 26일 대구 도시철도 1호선(진천~중앙로) 개통 - 대구의 지하철 시대 개막
- 1998년 5월 2일 대구 도시철도 1호선(중앙로~안심)이 완전 개통되었다.
- 2002년 5월 10일 대구 도시철도 1호선(대곡~진천)이 연장 개통되었다.
- 2002년 6월 10일 한일월드컵 미국전 대구월드컵스타디움에서 열림
- 2002년 6월 29일 한일월드컵 터키전 대구월드컵스타디움에서 열림 (한일월드컵 3, 4위 전)
- 2003년 2월 18일 대구 지하철 화재 참사의 발생으로 192명의 사망자와 148명의 부상자가 발생하였다.
- 2003년 8월 21일 2003년 하계 유니버시아드가 개막하여, 8월 31일 폐막하였다.
- 2005년 10월 18일 대구 도시철도 2호선(문양~사월)이 개통되었다.
- 2008년 4월 25일 동구 등 6개 지구의 대구광역시, 구미시 등 5개 지구의 경상북도에 경제자유구역을 지정받았다.
- 2009년 7월 24일 대구 도시철도 3호선 기공
- 2011년 8월 27일 2011년 세계육상선수권대회가 개막하여, 9월 4일 폐막하였다. 이는 1991년 일본 도쿄, 2007년 일본 오사카에 이어 아시아 국가로서는 2번째로 개최하였다. 또한 대한민국은 프랑스, 스페인, 이탈리아, 스웨덴, 일본, 독일에 이어 FIFA 월드컵, 하계 올림픽, 세계육상선수권대회 등 국제 스포츠 3대 이벤트를 모두 개최하는 7번째 국가가 됨으로써 세계적 스포츠 강국으로 부상하는 계기를 마련하였다.

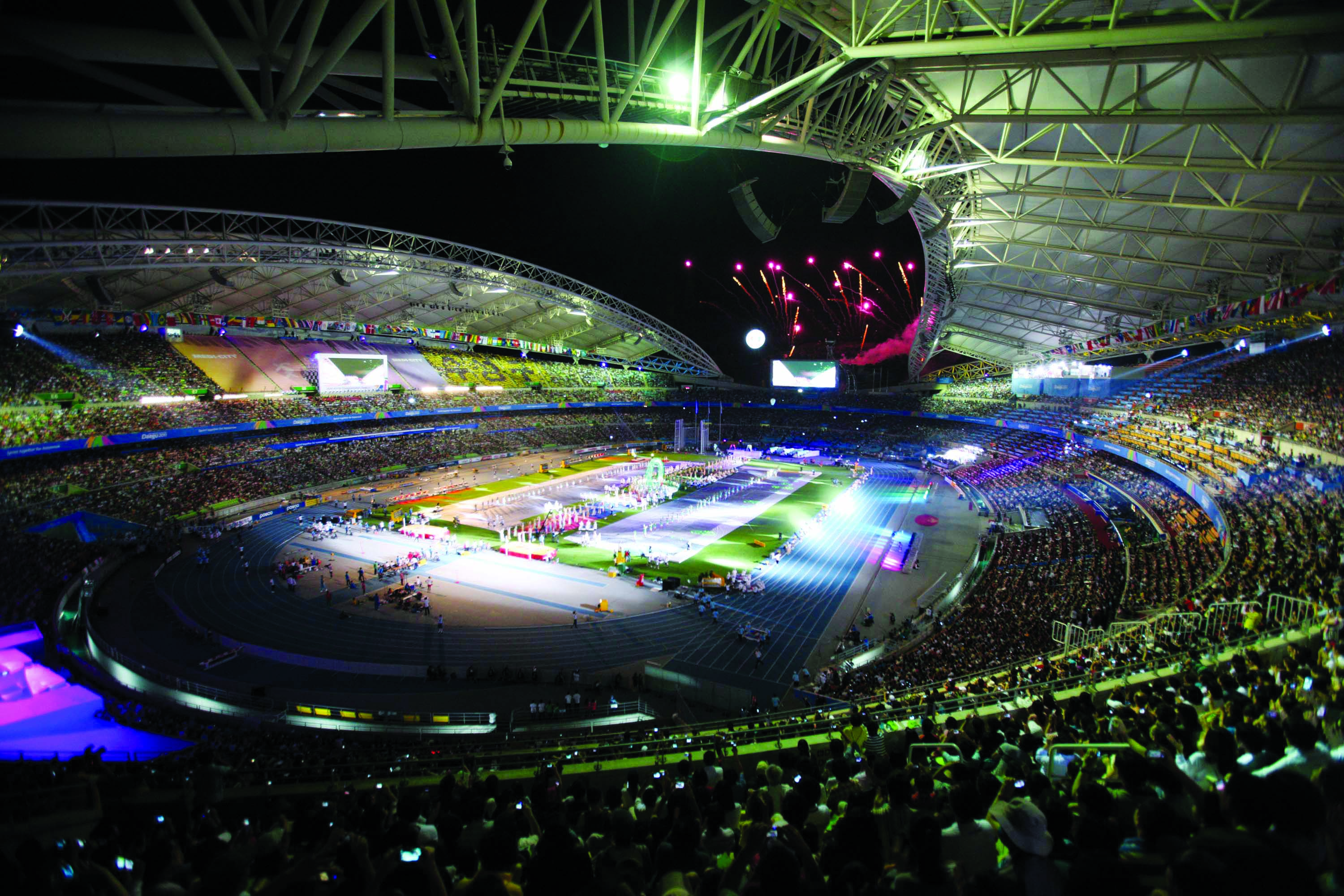
대구 2011 세계육상선수권대회 개막식

- 2012년 9월 19일 대구 도시철도 2호선이 경상북도 경산시에 있는 영남대학교까지의 연장구간이 개통하였다. (사월 ~ 영남대)
- 2012년 10월 11일부터 10월 17일까지 제93회 전국체육대회가 열렸다.
- 2012년 11월 6일 지상파 아날로그 TV방송이 종료되었다.
- 2013년 10월 13일 ~ 10월 17일 세계에너지총회가 열렸다.
- 2015년 4월 12일 ~ 4월 17일 제7차 세계 물 포럼이 열렸다.
- 2015년 4월 23일 대구 도시철도 3호선(칠곡경대병원~용지)이 개통되었다.
- 2016년 9월 8일 대구 도시철도 1호선(대곡~설화명곡)이 연장 개통되었다.
- 2018년 3월 1일 : 유가면이 유가읍으로 승격
- 2018년 11월 1일 달성군 옥포면, 현풍면이 옥포읍, 현풍읍으로 승격
- 2023년 7월 1일 군위군 전역을 경상북도로부터 편입하였다. (7구 2군)

## 지리
대구광역시는 한반도 동남부 내륙에 위치한 광역시이다. 대구는 영남 지방 내륙 지방의 중앙에 위치한다. 동쪽으로 경상북도 경산시, 영천시, 서쪽으로 고령군, 성주군, 북쪽으로 의성군, 칠곡군, 남쪽으로 청도군, 경상남도 창녕군과 경계를 접한다.
동성로와 중앙로를 중심으로 도심을 형성하고 있다.

### 지형

대구광역시 (지산동과 범물동)

대구는 높고 규모가 큰 산줄기로 둘러싸인 분지 지형이다. 북쪽에는 팔공산(1,193m)의 산줄기가 이어져 있고, 남쪽으로는 비슬산(1,084m)의 높은 산줄기가 이어져 있다. 하천으로는 신천이 남에서 북으로 흐르고 북쪽에서 금호강과 합쳐진다. 대구 시가지는 신천을 중심으로 양쪽으로 넓게 펼쳐져 있다.

### 기후
대구는 전체적인 강수량이 적은 소우지 지역이다. 최고기록기온이 40˚C, 최저기록기온이 -20.2˚C에 달한 적이 있었다. 대구는 대한민국에서 여름 평균 기온이 높은 편이다. 1942년에 기록한 40도는 관측 이래 대한민국에서 두 번째로 높은 최고 기온 기록이기도 하다. 이런 특수한 기후로 인해 지리적 기후 구분으로는 남부 내륙 중에서도 '대구 특수형 기후'에 속한다. 또한, 쾨펜의 기후 구분에 따르면, 대구의 기후는 온대 하우 기후(Cwa)를 띄고 있는 것으로 드러나고 있다.
| 대구지방기상청 (대구광역시 동구 효목동, 해발 54.27m)의 기후 | 대구지방기상청 (대구광역시 동구 효목동, 해발 54.27m)의 기후 | 대구지방기상청 (대구광역시 동구 효목동, 해발 54.27m)의 기후 | 대구지방기상청 (대구광역시 동구 효목동, 해발 54.27m)의 기후 | 대구지방기상청 (대구광역시 동구 효목동, 해발 54.27m)의 기후 | 대구지방기상청 (대구광역시 동구 효목동, 해발 54.27m)의 기후 | 대구지방기상청 (대구광역시 동구 효목동, 해발 54.27m)의 기후 | 대구지방기상청 (대구광역시 동구 효목동, 해발 54.27m)의 기후 | 대구지방기상청 (대구광역시 동구 효목동, 해발 54.27m)의 기후 | 대구지방기상청 (대구광역시 동구 효목동, 해발 54.27m)의 기후 | 대구지방기상청 (대구광역시 동구 효목동, 해발 54.27m)의 기후 | 대구지방기상청 (대구광역시 동구 효목동, 해발 54.27m)의 기후 | 대구지방기상청 (대구광역시 동구 효목동, 해발 54.27m)의 기후 | 대구지방기상청 (대구광역시 동구 효목동, 해발 54.27m)의 기후 |
| 월                                                          | 1월                                                         | 2월                                                         | 3월                                                         | 4월                                                         | 5월                                                         | 6월                                                         | 7월                                                         | 8월                                                         | 9월                                                         | 10월                                                        | 11월                                                        | 12월                                                        | 연간                                                        |
| ----------------------------------------------------------- | ----------------------------------------------------------- | ----------------------------------------------------------- | ----------------------------------------------------------- | ----------------------------------------------------------- | ----------------------------------------------------------- | ----------------------------------------------------------- | ----------------------------------------------------------- | ----------------------------------------------------------- | ----------------------------------------------------------- | ----------------------------------------------------------- | ----------------------------------------------------------- | ----------------------------------------------------------- | ----------------------------------------------------------- |
| 역대 최고 기온 °C (°F)                                      | 16.5 (61.7)                                                 | 24.4 (75.9)                                                 | 26.9 (80.4)                                                 | 32.0 (89.6)                                                 | 37.4 (99.3)                                                 | 38.0 (100.4)                                                | 39.7 (103.5)                                                | 40.0 (104.0)                                                | 37.5 (99.5)                                                 | 31.8 (89.2)                                                 | 27.3 (81.1)                                                 | 20.8 (69.4)                                                 | 40.0 (104.0)                                                |
| 일평균 최고 기온 °C (°F)                                    | 5.9 (42.6)                                                  | 8.8 (47.8)                                                  | 14.2 (57.6)                                                 | 20.6 (69.1)                                                 | 25.7 (78.3)                                                 | 28.7 (83.7)                                                 | 30.8 (87.4)                                                 | 31.3 (88.3)                                                 | 27.0 (80.6)                                                 | 22.0 (71.6)                                                 | 14.9 (58.8)                                                 | 7.9 (46.2)                                                  | 19.8 (67.6)                                                 |
| 일일 평균 기온 °C (°F)                                      | 1.1 (34.0)                                                  | 3.5 (38.3)                                                  | 8.4 (47.1)                                                  | 14.5 (58.1)                                                 | 19.7 (67.5)                                                 | 23.4 (74.1)                                                 | 26.3 (79.3)                                                 | 26.7 (80.1)                                                 | 22.1 (71.8)                                                 | 16.2 (61.2)                                                 | 9.4 (48.9)                                                  | 3.0 (37.4)                                                  | 14.5 (58.1)                                                 |
| 일평균 최저 기온 °C (°F)                                    | −2.9 (26.8)                                                 | −1.1 (30.0)                                                 | 3.3 (37.9)                                                  | 8.8 (47.8)                                                  | 14.1 (57.4)                                                 | 18.8 (65.8)                                                 | 22.8 (73.0)                                                 | 23.1 (73.6)                                                 | 18.0 (64.4)                                                 | 11.4 (52.5)                                                 | 4.8 (40.6)                                                  | −1.2 (29.8)                                                 | 10.0 (50.0)                                                 |
| 역대 최저 기온 °C (°F)                                      | −20.2 (−4.4)                                                | −16.4 (2.5)                                                 | −10.9 (12.4)                                                | −6.0 (21.2)                                                 | 1.8 (35.2)                                                  | 7.8 (46.0)                                                  | 11.3 (52.3)                                                 | 12.3 (54.1)                                                 | 6.2 (43.2)                                                  | −2.0 (28.4)                                                 | −8.6 (16.5)                                                 | −15.2 (4.6)                                                 | −20.2 (−4.4)                                                |
| 평균 강수량 mm (인치)                                       | 18.6 (0.73)                                                 | 25.4 (1.00)                                                 | 49.0 (1.93)                                                 | 70.6 (2.78)                                                 | 77.9 (3.07)                                                 | 129.2 (5.09)                                                | 223.9 (8.81)                                                | 245.3 (9.66)                                                | 142.4 (5.61)                                                | 50.1 (1.97)                                                 | 29.7 (1.17)                                                 | 18.7 (0.74)                                                 | 1,080.8 (42.55)                                             |
| 평균 강수일수 (≥ 0.1 mm)                                    | 4.5                                                         | 4.7                                                         | 7.1                                                         | 8.2                                                         | 8.8                                                         | 9.4                                                         | 13.9                                                        | 13.4                                                        | 9.3                                                         | 5.2                                                         | 5.1                                                         | 4.4                                                         | 94.0                                                        |
| 평균 강설일수                                               | 4.2                                                         | 2.2                                                         | 1.4                                                         | 0.1                                                         | 0.0                                                         | 0.0                                                         | 0.0                                                         | 0.0                                                         | 0.0                                                         | 0.0                                                         | 0.5                                                         | 3.0                                                         | 11.4                                                        |
| 평균 상대 습도 (%)                                          | 51.4                                                        | 49.8                                                        | 49.8                                                        | 50.8                                                        | 55.8                                                        | 63.8                                                        | 71.7                                                        | 72.2                                                        | 69.3                                                        | 62.8                                                        | 58.2                                                        | 53.3                                                        | 59.1                                                        |
| 평균 월간 일조시간                                          | 195.5                                                       | 188.6                                                       | 210.8                                                       | 220.2                                                       | 232.6                                                       | 175.1                                                       | 153.0                                                       | 156.6                                                       | 164.0                                                       | 206.2                                                       | 183.9                                                       | 189.4                                                       | 2,275.9                                                     |
| 출처: 기상청 (평년값: 1991년~2020년, 극값: 1907년~현재)     |                                                             |                                                             |                                                             |                                                             |                                                             |                                                             |                                                             |                                                             |                                                             |                                                             |                                                             |                                                             |                                                             |

### 지질

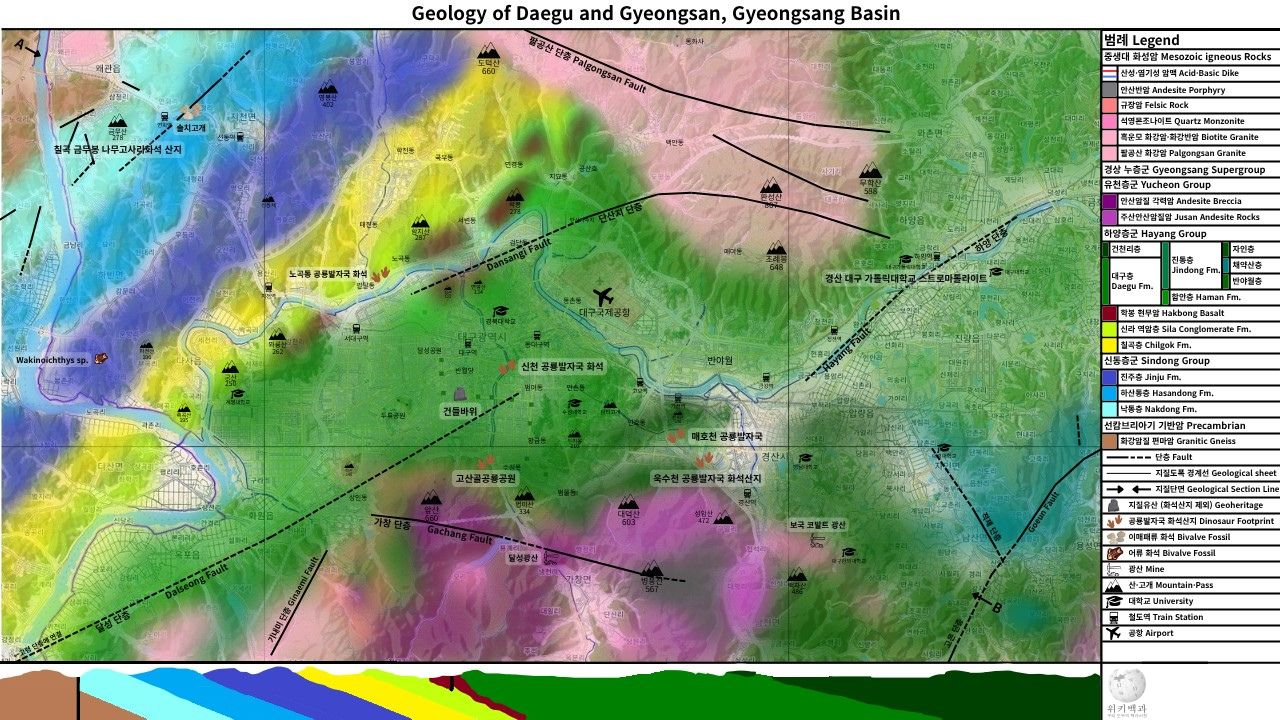
대구광역시의 지질, 경산시의 지질, 칠곡군의 지질

## 행정

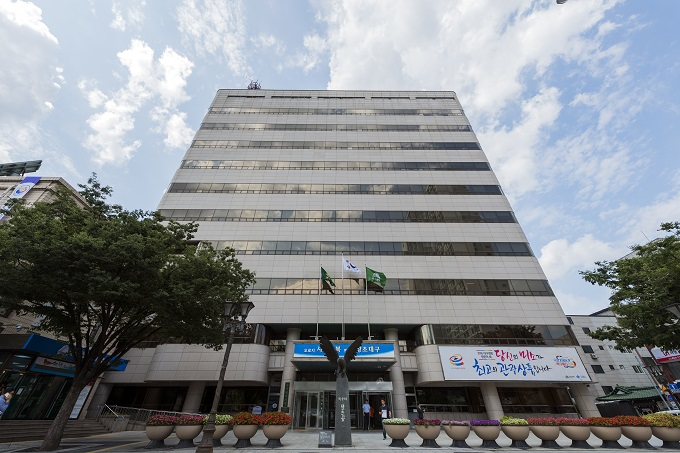
대구광역시청 동인청사

대구광역시의 행정구역

대구광역시는 7개 구와 2개 군으로 이루어져 있다. 2022년 12월 31일 주민등록 인구는 1,070,873세대 2,417,055명이다.
| 중구        | 中區       | 40,749    | 80,965    | 7.06     |
| 동구        | 東區       | 159,422   | 341,326   | 182.15   |
| 서구        | 西區       | 81,116    | 159,827   | 17.32    |
| 남구        | 南區       | 76,401    | 141,519   | 17.43    |
| 북구        | 北區       | 192,697   | 436,173   | 93.99    |
| 수성구      | 壽城區     | 171,480   | 413,180   | 76.53    |
| 달서구      | 達西區     | 235,883   | 547,387   | 62.37    |
| 달성군      | 達城郡     | 113,125   | 268,788   | 428.36   |
| 군위군      | 軍威郡     | 13,693    | 23,796    | 614.31   |
| 대구광역시  | 大邱廣域市 | 1,084,566 | 2,412,961 | 1,499.52 |
| 2023년 기준 |            |           |           |          |

### 경북권
대도시권 교통관리에 관한 1특별법 시행령(대통령령)의 별표 1(대도시권의 범위(제2조관련))에 의하여 대구광역시, 경상북도의 구미시, 영천시, 경산시, 의성군, 청도군, 고령군, 성주군, 칠곡군, 경상남도의 창녕군이 경북권으로 규정되어 있으면 2026년 7월 대구경북이 통합된다.

### 주거 지구

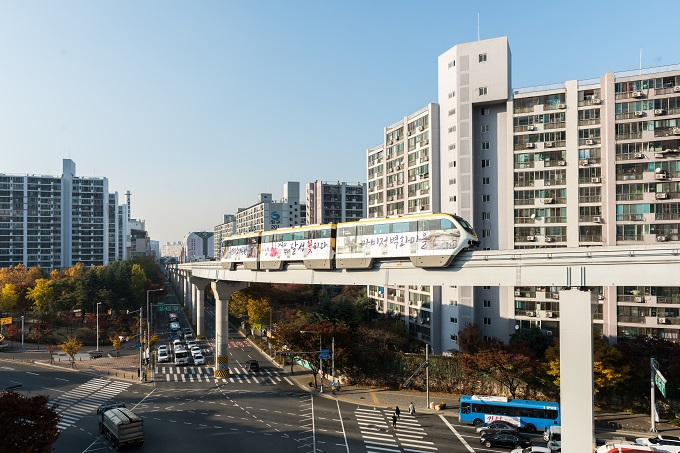
범물지구

택지개발사업은 대구도시공사, 한국토지주택공사 등에서 공영개발 방식으로 추진하고 있다. 무주택 시민에게 양질의 택지를 저렴하게 공급하기 위하여 도로·수도·전기·통신·도시가스·난방 등 생활기반 시설을 모두 갖추고 있고, 공원·학교·녹지·운동장 등 공공시설과 편의시설이 설치되어 있다.
| 대구도시공사 시행 | 대한주택공사 시행 | 한국토지공사 시행 | 한국토지주택공사 시행                                                    |
| --- | --- | --- | ------------------------------------------------------------------------ |
| 지산지구 (1992년) 범물지구 (1993년) 상인지구 (1994년) 노변지구 (1995년) 시지지구 (1997년) 용산지구 (1998년) 장기지구 (1999년) 동서변지구 (2002년) 죽곡1지구 (2007년) 죽곡2지구 (2010년) 등촌지구 (2014년) 각산지구 (2015년) | 불로지구 (1986년) 송현지구 (1987년) 월배지구 (1987년) 안심1지구 (1987년) 천내1지구 (1988년) 천내2지구 (1990년) 월성지구 (1992년) 칠곡1지구 (1993년) 칠곡2지구 (1994년) 안심2지구 (1994년) | 성서지구 (1997년) 대곡지구 (1997년) 칠곡3지구 (2000년) 명곡1지구 (2001년) 동호지구 (2002년) 명곡2지구 (2002년) 본리지구 (2004년) 칠곡4지구 (2005년) 율하1지구 (2008년) 매천지구 (2008년) | 율하2지구 (2009년) 금호지구 신서지구 옥포지구 (2016년) 연경지구 (2018년) |

## 비전
대구광역시의 일반행정은 대구광역시청이, 유·초·중등교육행정은 대구광역시교육청이 담당한다.
시청은 동인청사와 산격청사로 나눠져 있는데, 동인청사의 소재지는 중구 동인동 1가이고, 산격청사는 산격동의 옛 경상북도청 건물을 사용하고 있다.

### 치안
대구경찰청은 대구시민들의 안전을 강화하기 위해서 경찰 치안대를 가동시키기로 했다. 2021년 대한민국 치안률 순위 1위 도시에 지정되었다.

### 환경지수
2020년 기준 세계 공기질 지수에서 대구광역시가 전국에서 가장 공기질이 좋은 것으로 확인되었다. 대도시임에도 녹지 조성을 활발히 한 공로로 친환경 도시가 조성된 결과이다. 대구는 1996년부터 이어온 ‘도시 식히기’ 정책으로 여름 기온을 관리해왔다. 대표적인 사업이 바로 문희갑 시장 시절 시작된 ‘푸른대구 가꾸기’다. 대구시는 1996년부터 지난해까지 도심에 나무 3677만 3958그루를 심었다. 사업비로 현금 1조 2142억원을 들인 장기 프로젝트를 진행해 2016년에 성사시켰다.

### 첨단기술
| 비전     | World Smart Leader, DAEGU                                                   | World Smart Leader, DAEGU                                                     | World Smart Leader, DAEGU                                                   |
| 목표     | Again! 대한민국 대도약의 심장 첨단기술과 휴머니즘의 도시 글로벌 Top 30 도시 | Again! 대한민국 대도약의 심장 첨단기술과 휴머니즘의 도시 글로벌 Top 30 도시   | Again! 대한민국 대도약의 심장 첨단기술과 휴머니즘의 도시 글로벌 Top 30 도시 |
| 추진방향 | 글로벌 미래산업 허브                                                        | 월드클래스 대도시권의 중심                                                    | 시민이 행복한 도시 공동체                                                   |
| -------- | --------------------------------------------------------------------------- | ----------------------------------------------------------------------------- | --------------------------------------------------------------------------- |
| 핵심사업 | - 제조업 스마트 혁신 - 5+α 신산업 연구·생산기지 - 4차 산업혁명 생태계 조성  | - 글로벌 게이트웨이 - 1,000만 대구대도시권 구축 - 대도시권 중심도시 역량 강화 | - 대구 케어 프로젝트 - 스마트 & 세이프 시티 - 시민 학습문화도시             |

## 인구
대구는 신라 이래 영남 내륙의 중심지로서, 조선 시대에는 경상감영이 설치되어 행정·군사적 거점 역할을 담당하였다. 낙동강과 금호강 유역의 곡창 지대를 배경으로 농업이 발달하였고, 교통로의 결절점으로서 장시(場市)가 활성화되었다. 그러나 인구 규모는 수만 명에서 수십만 명 수준에 머물렀다.
1910년대 이후 대구는 경부선 철도의 통과로 교통·상업의 중심지로 성장하였다. 일제는 대구를 행정·군사적 요충지로 활용하였고, 경북 지역의 농산물 집산지로 기능하였다. 이 시기 인구는 약 5만 명에서 1940년대에 이르러 15만 명 이상으로 증가하였다.
광복 직후 귀환민과 한국전쟁기의 피난민 대규모 유입으로 인구는 급격히 팽창하였다. 대구는 한반도 남부의 안전지대로서 피난민을 수용하는 역할을 하였으며, 이 과정에서 도심과 변두리의 주거지가 빠르게 확대되었다. 1950년대 초 인구는 40만 명을 상회하였다. 1960년대 이후 대구는 섬유·봉제산업을 중심으로 대한민국의 대표적인 공업 도시로 성장하였다. ‘섬유 도시’라는 별칭이 붙을 정도로 직물 산업이 발달하였고, 영남 내 농촌에서 이주한 인구가 대거 유입되었다. 이로써 인구는 1960년대 60만 명대에서 1970년대 120만 명을 돌파하였고, 1980년대 후반에는 200만 명에 근접하였다.
1981년 대구는 직할시로 승격되었고, 1995년 지방자치제 실시와 함께 광역시로 전환되었다. 이 시기 대구는 주거단지 확장과 산업단지 조성을 통해 대도시로서의 기반을 확립하였다. 1990년대 인구는 약 250만 명에 달하였으며, 이는 대구의 도시 위상이 절정에 이른 시기였다. 2000년대 이후 대구는 산업 구조 전환의 과제를 안게 되었다. 섬유 산업의 쇠퇴와 함께 자동차 부품·기계·의료 산업 등으로 다각화를 시도하였다. 그러나 수도권 집중과 청년층의 외부 유출, 저출산·고령화의 영향으로 인구는 점차 감소세로 전환되었다.
2025년 현재 대구광역시의 인구는 약 230만 명 내외로 추산된다. 과거 250만 명에 달하던 인구는 감소하였으나, 여전히 대한민국 제4의 대도시로서의 위상을 유지하고 있다. 최근에는 대구경북신공항 건설, 미래형 자동차·의료·에너지 산업 육성 등을 통해 새로운 성장 동력을 모색하고 있으며, 이를 통해 인구 정체와 감소 문제를 완화하려는 노력이 지속되고 있다.
대구광역시의 연도별 인구 추이
| 연도   | 총인구      | 인구그래프 | 비고                                                                                                |
| ------ | ----------- | ---------- | --------------------------------------------------------------------------------------------------- |
| 1925년 | 76,534명    |            | |
| 1930년 | 93,319명    |            | |
| 1935년 | 107,414명   |            | |
| 1940년 | 178,923명   |            | 1938년 달성군 수성면·달서면·성북면이 대구부로 편입                                                  |
| 1944년 | 206,638명   |            | |
| 1949년 | 313,705명   |            | |
| 1955년 | 487,252명   |            | |
| 1960년 | 676,692명   |            | 1958년 달성군 동촌면·성서면·월배면·가창면·공산면이 대구시로 편입                                    |
| 1966년 | 845,189명   |            | 1963년 옛 달성군 성서면·월배면·가창면·공산면에 해당하는 법정동이 달성군으로 환원 (가창면 파동 제외) |
| 1970년 | 1,063,553명 |            | |
| 1975년 | 1,310,768명 |            | |
| 1980년 | 1,604,934명 |            | 1981년 대구직할시로 승격                                                                            |
| 1985년 | 2,029,853명 |            | 1981년 7월 1일 달성군 성서읍·월배읍·공산면, 경산군 안심읍·고산면, 칠곡군 칠곡읍이 대구직할시로 편입 |
| 1990년 | 2,229,040명 |            | |
| 1991년 | 2,238,146명 |            | 1990년까지는 상주인구조사 결과, 1991년 이후는 주민등록인구통계(외국인 포함)                         |
| 1992년 | 2,286,305명 |            | |
| 1993년 | 2,315,353명 |            | |
| 1994년 | 2,346,956명 |            | |
| 1995년 | 2,485,977명 |            | 경상북도 달성군 편입                                                                                |
| 1996년 | 2,490,960명 |            | |
| 1998년 | 2,504,645명 |            | |
| 1999년 | 2,517,203명 |            | |
| 2000년 | 2,538,212명 |            | |
| 2001년 | 2,539,587명 |            | |
| 2002년 | 2,540,647명 |            | |
| 2003년 | 2,544,811명 |            | |
| 2004년 | 2,539,738명 |            | |
| 2005년 | 2,525,836명 |            | |
| 2006년 | 2,513,219명 |            | |
| 2007년 | 2,512,670명 |            | |
| 2008년 | 2,512,601명 |            | |
| 2009년 | 2,509,187명 |            | |
| 2010년 | 2,532,077명 |            | |
| 2011년 | 2,529,285명 |            | |
| 2012년 | 2,527,566명 |            | |
| 2013년 | 2,524,890명 |            | |
| 2014년 | 2,518,467명 |            | |
| 2015년 | 2,513,970명 |            | |
| 2016년 | 2,511,050명 |            | |
| 2017년 | 2,501,673명 |            | |
| 2018년 | 2,489,802명 |            | |
| 2019년 | 2,468,222명 |            | |
| 2020년 | 2,446,144명 |            | |
| 2021년 | 2,412,642명 |            | |

2024년 10월 기준 대구광역시의 인구수는 2,364,8922이다.
2006년을 기점으로 인천광역시에게 인구를 역전 당했다. 2024년 10월 인천광역시의 인구는 3,000,000명이다.

## 교육
- 대학교(국공립, 사립)
  - 경북대학교 - 북구, 중구, 군위군
  - 계명대학교 - 달서구, 남구
  - 대구교육대학교 - 남구
  - 대구경북과학기술원(DGIST) - 달성군
- 전문대학(국공립, 사립)
  - 계명문화대학교 - 달서구
  - 대구공업대학교 - 달서구
  - 대구과학대학교 - 북구
  - 대구보건대학교 - 북구
  - 수성대학교- 수성구
  - 영남이공대학교 - 남구
  - 영진전문대학교 - 북구
  - 한국폴리텍Ⅵ대학 대구캠퍼스 - 서구
  - 한국폴리텍대학 섬유패션캠퍼스 - 동구
- 직업훈련기관
  - 한국폴리텍Ⅵ대학 남대구캠퍼스  - 달성군
- 고등학교

- 대구국제학교
- 교육청
  - 대구광역시교육청
    - 남부교육지원청
    - 달성교육지원청
    - 동부교육지원청
    - 서부교육지원청
    - 군위교육지원청

|                      | 대구광역시 교육기관 (2022년) | 대구광역시 교육기관 (2022년) | 대구광역시 교육기관 (2022년) | 대구광역시 교육기관 (2022년) | 대구광역시 교육기관 (2022년) | 대구광역시 교육기관 (2022년) | 대구광역시 교육기관 (2022년) | 대구광역시 교육기관 (2022년) | 대구광역시 교육기관 (2022년) |
| 학교별               | 계                           | 대학교                       | 전문대학                     | 고등학교                     | 중학교                       | 초등학교                     | 유치원                       | 특수학교                     | 기타                         |
| -------------------- | ---------------------------- | ---------------------------- | ---------------------------- | ---------------------------- | ---------------------------- | ---------------------------- | ---------------------------- | ---------------------------- | ---------------------------- |
| 학교수               | 805                          | 4                            | 8                            | 94                           | 125                          | 233                          | 327                          | 11                           | 3                            |
| 학생수               | 383,550                      | 60,657                       | 46,077                       | 58,653                       | 61,847                       | 121,515                      | 32,850                       | 1,829                        | 122                          |
| 교원수               | 27,843                       | 2,188                        | 950                          | 6,436                        | 5,435                        | 9,097                        | 2,942                        | 708                          | 87                           |
| 자료 : 2023 시정현황 |                              |                              |                              |                              |                              |                              |                              |                              |                              |

### 교육 수준
한국교육과정평가원이 평가하길 대구 수성구는 2010년도부터 2020년까지 전국 수능 순위 1위~2위를 기록했다.

## 문화
2020년 4월, 한국관광공사는 야간관광 100선으로 대구의 ‘아양기찻길’, ‘앞산공원’, ‘수성못’, ‘서문시장 야시장’을 선정하였다. 대구시는 대한민국 관광산업에 새로운 활력을 불어넣고 도시 환경을 아름답게 꾸미기 위해, 선정된 5개 장소를 비롯하여 숨겨진 야간 관광 자원들을 적극 발굴해 육성하기로 했다.

### 상징
대구광역시를 상징하는 꽃은 목련(1972년 7월 18일 지정), 나무는 전나무(1972년 7월 18일 지정), 새는 독수리(1983년 7월 1일 지정)이다.

### 축제
대구광역시 대표 축제에는 컬러풀대구페스티벌, 국제오페라축제, 치맥페스티벌, 국제뮤지컬페스티벌이 있다. 컬러풀대구페스티벌은 매년 5월에 열리는 대구광역시의 대표적인 시민축제로 다양한 문화 예술 체험행사와 화려한 퍼레이드를 자랑하는 대구만의 페스티벌이다. 유네스코 음악창의도시로 선정된 대구는 국제뮤지컬페스티벌(DIMF)을 통해 대구시민은 물론 세계인과 함께 뮤지컬을 향유할 수 있도록 2006년부터 매해 개최하고 있다. 국제뮤지컬페스티벌은 대한민국 유일의 국제 뮤지컬 페스티벌이다. 치맥페스티벌은 대구를 대표하는 치킨과 맥주를 모토로 탄생한 페스티벌이다. 매년 100만 명의 관광객을 유치하고 있고, 치킨과 맥주 그리고 체험 공간까지 있어, 관광객의 오감을 만족시키는 페스티벌이다. 「대구국제오페라축제」는 대구오페라하우스의 개관을 계기로 하여 매년 9~10월경에 열리며, 지역의 풍부한 음악적 역량을 활용하고 문화콘텐츠 개발을 통하여 타 도시와 차별화된 축제로 발전시키기 위하여 대구광역시가 개최하고 있다. 

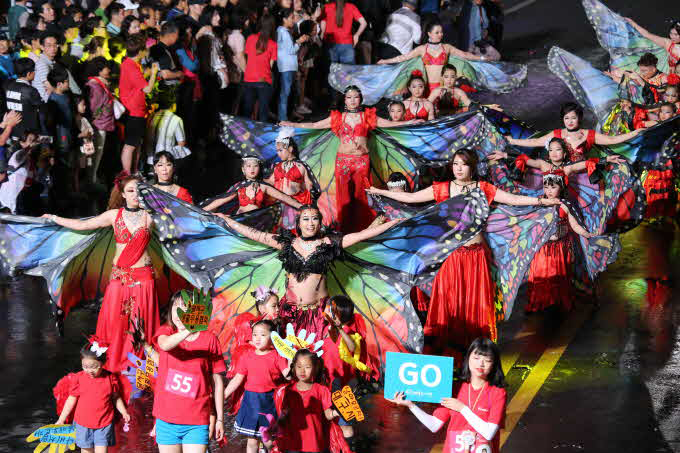
컬러풀대구페스티벌
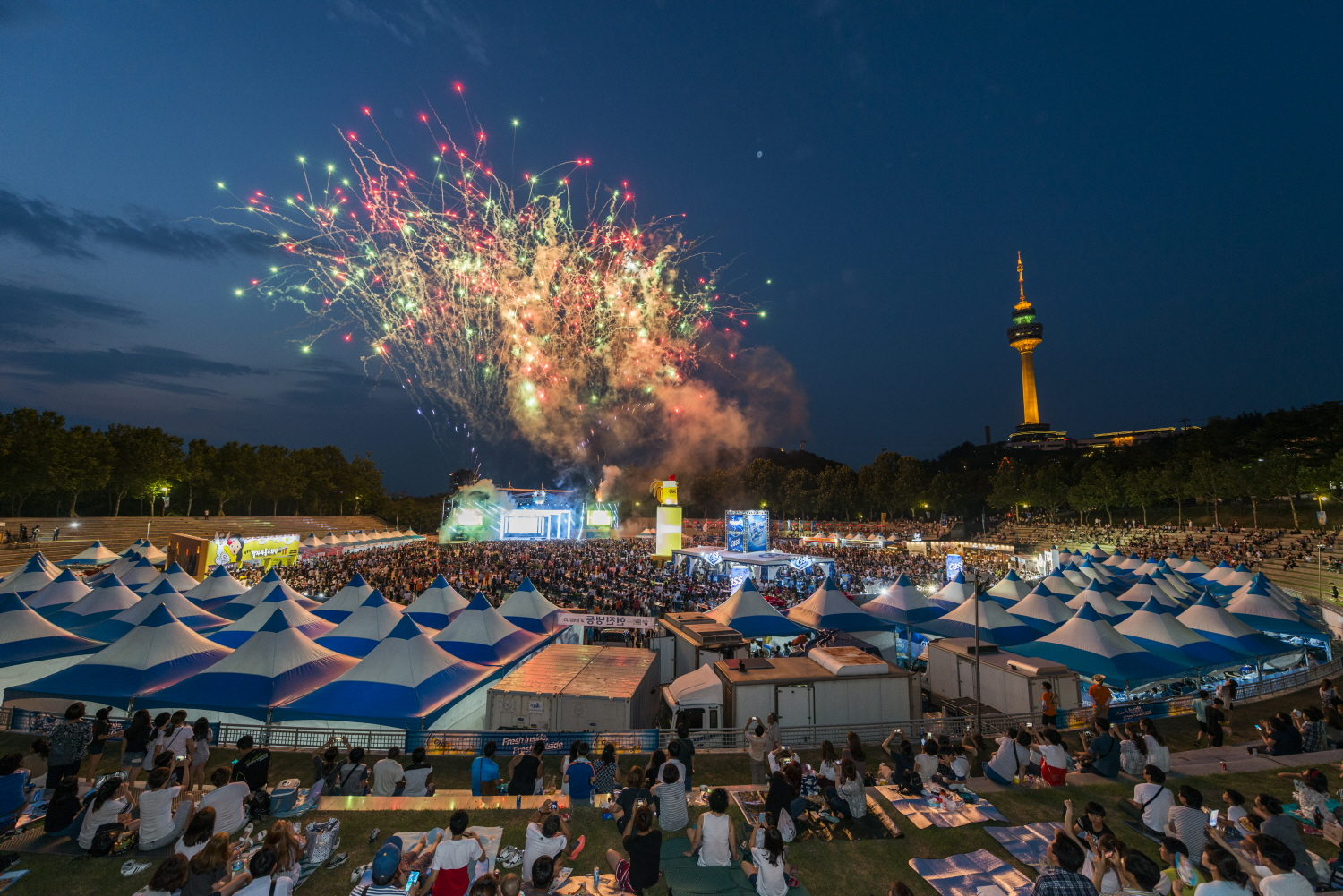
대구치맥페스티벌
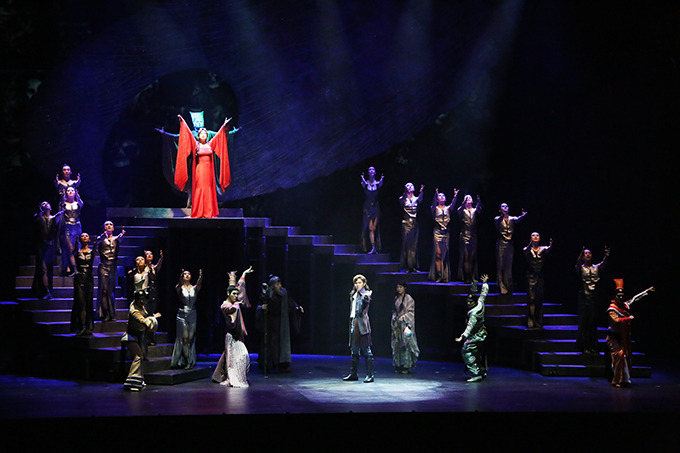
대구국제뮤지컬페스티벌
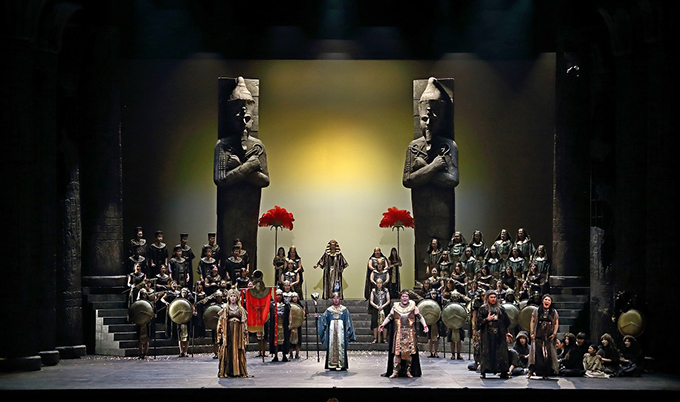
대구국제오페라축제

- 대구광역시의 축제 목록

### 문화재
| 종별 | 총계 | 국가지정문화재 | 국가지정문화재 | 국가지정문화재 | 국가지정문화재 | 국가지정문화재 | 국가지정문화재 | 국가지정문화재 | 시지정문화재 | 시지정문화재 | 시지정문화재 | 시지정문화재 | 시지정문화재 |            |            |
| ---- | ---- | -------------- | -------------- | -------------- | -------------- | -------------- | -------------- | -------------- | ------------ | ------------ | ------------ | ------------ | ------------ | ---------- | ---------- |
| 종별 | 총계 | 소계           | 국보           | 보물           | 사적           | 천연기념물     | 국가민속문화재 | 국가무형문화재 | 소계         | 유형문화재   | 무형문화재   | 기념물       | 민속분화재   | 등록문화재 | 문화재자료 |
| 계   | 265  | 87             | 3              | 66             | 9              | 2              | 5              | 2              | 114          | 76           | 17           | 17           | 4            | 11         | 53         |

- 대구광역시의 유형문화재
- 대구광역시의 무형문화재
- 대구광역시의 기념물
- 대구광역시의 민속문화재
- 대구광역시의 문화재자료

### 시티투어
대구시의 관광자원을 널리 홍보하기 위하여 2000년 12월 2일 시작된 시티투어는 각종 문화유적, 관광지, 시정현장 등을 순회하며 대구의 문화와 역사, 관광지 등을 둘러볼 수 있는 관광 체험 프로그램이다.

#### 순환코스
- 동대구역 → 불로동고분군 → 봉무공원 → 구암 팜스테이 → 갓바위 → 방짜유기박물관 → 동화사 → 팔공산동화집단시설기구 → 대구시민안전테마파크 → 팔공산온천관광호텔

#### 정기코스
- 1코스(팔공산권) : 불로동고분군 → 봉무공원 → 동화사 → 방짜유기박물관 → 신숭겸 장군 유적지
- 2코스(비슬산권) : 현풍곽씨12정려각 → 도동서원 → 비슬산자연휴양림 → 유치곤 장군 호국기념관 → 현풍 석빙고
- 3코스(화원권) : 월곡역사박물관 → 대구수목원 → 화원동산 → 남평문씨리세거지 → 용연사
- 4코스(시지·가창권) : 녹동서원 → 힐크레스트(구 허브힐즈) → 대구스타디움 → 대구 스포츠기념관 → 둔산동경주 최씨종가
- 5코스(다사권) : 환경시설공단 → 계명대학교 행소박물관 → 계명한학촌 → 매곡정수장 → 육선사
- 6코스(도심권) : 약령시한의약문화권 → 달성공원 → 대구향교 → 국립대구박물관 → 구암서원

### 공원
| 공원명               | 위치          | 주요시설 |
| -------------------- | ------------- | --- |
| 달성공원             | 중구 달성동   | ㆍ달구벌 토성, 향토역사관, 동물원, 관풍루, 최재우동상 ㆍ달성서씨, 유허비, 어린이 헌장비 등                                          |
| 경상감영공원         | 중구 포정동   | ㆍ조선조 경상감영이 있었던 곳 ㆍ선화당, 징청각, 통일종각                                                                            |
| 국채보상운동기념공원 | 중구 동인동   | ㆍ달구벌대종, 도서관, 영상시설, 화합의 광장, 명언의 오솔길 ㆍ국채보상운동기념관                                                     |
| 2·28기념 중앙공원    | 중구 동인동   | ㆍ중앙분수, 실개천, 청소년광장 |
| 앞산공원             | 남구 대명동   | ㆍ낙동강 승전기념관, 충혼탑, 안일사, 은적사 ㆍ케이블카, 승마장, 심신수련장                                                          |

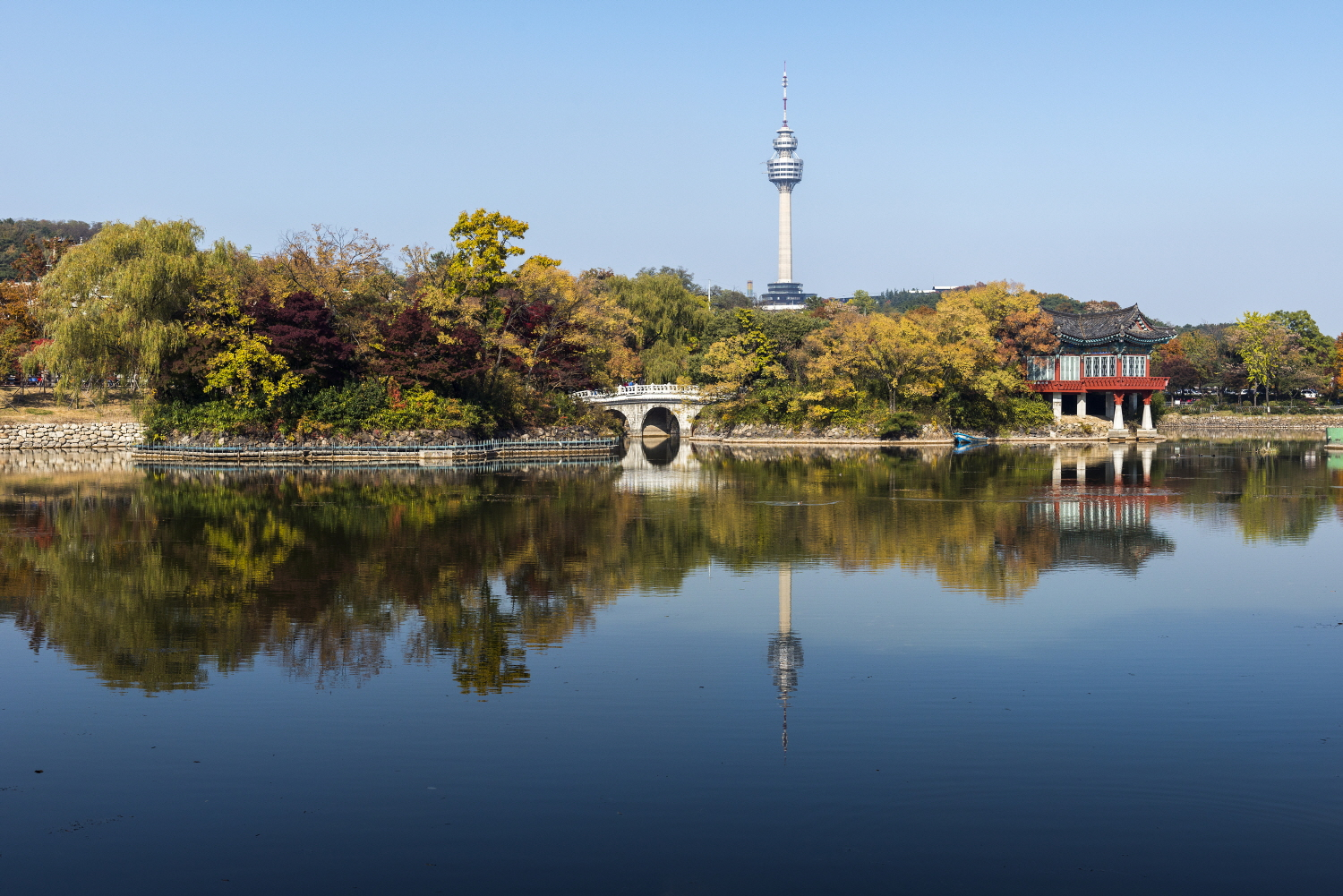
두류공원

| 두류공원             | 달서구 성당동 | ㆍ야외공연장, 대구문화예술회관, 관광정보센터, 두류도서관, 이월드 ㆍ인물동산, 두류야구장, 두류수영장, 유도관, 테니스장               |
| 팔공산자연공원       | 동구 도학동   | ㆍ동화사, 파계사, 부인사, 갓바위, 북지장사, 야영장(3개소) ㆍ통일약사대불, 팔공스카이라인, 집단시설지구(3개소) , 시민안전테마파크 등 |
| 비슬산자연공원       | 달성군 유가읍 | ㆍ용연사, 유가사, 대견사, 대견봉 ㆍ참꽃군락지, 천연기념물 제435호 비슬산 암괴류                                                     |

### 대구 12경
대구광역시가 선정한 대구 12경으로 팔공산, 비슬산, 강정고령보(디아크), 신천, 수성못, 달성토성, 경상감영공원, 국채보상기념공원, 동성로, 서문시장, 그리고 대구스타디움이 있다. 

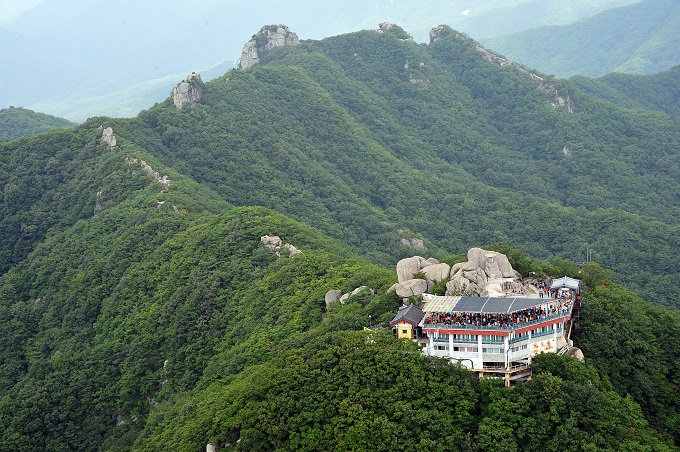
1경 팔공산
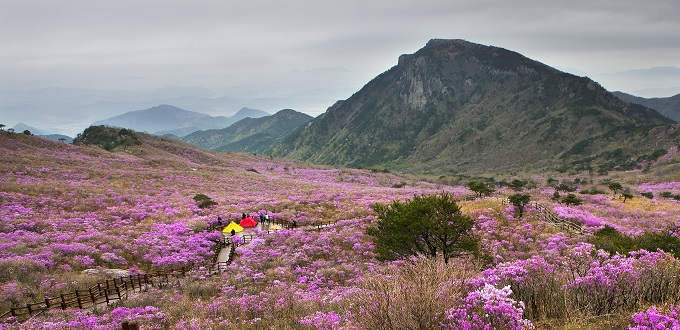
2경 비슬산
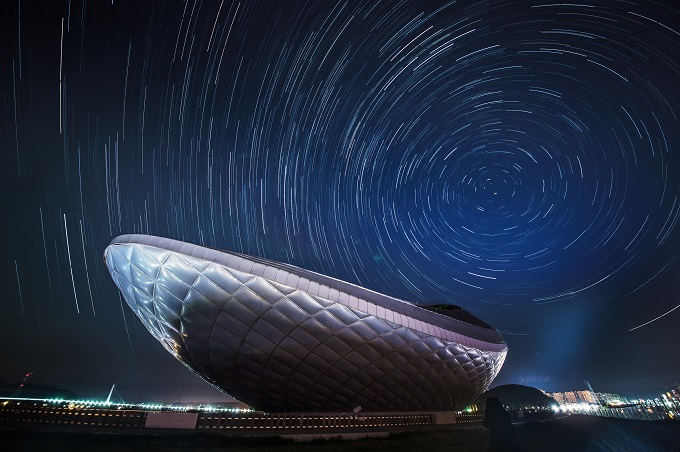
3경 강정고령보(디아크)
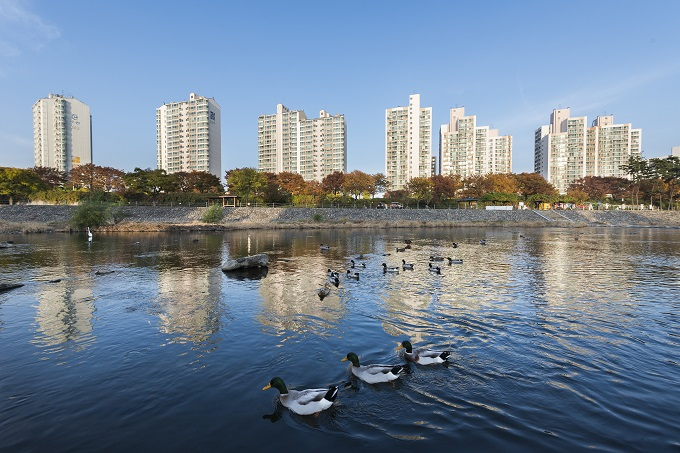
4경 신천
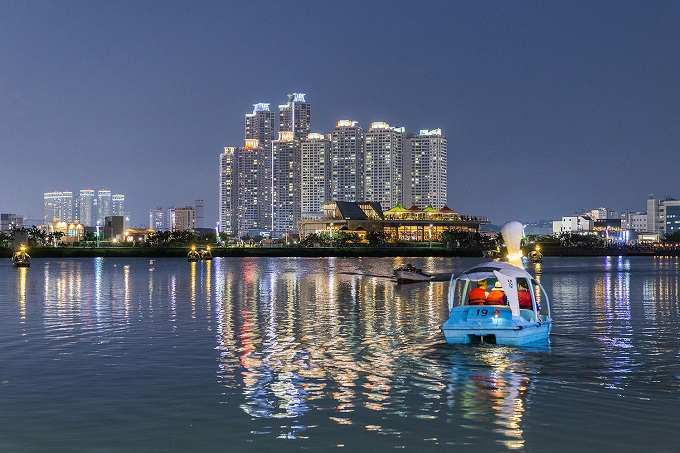
5경 수성못
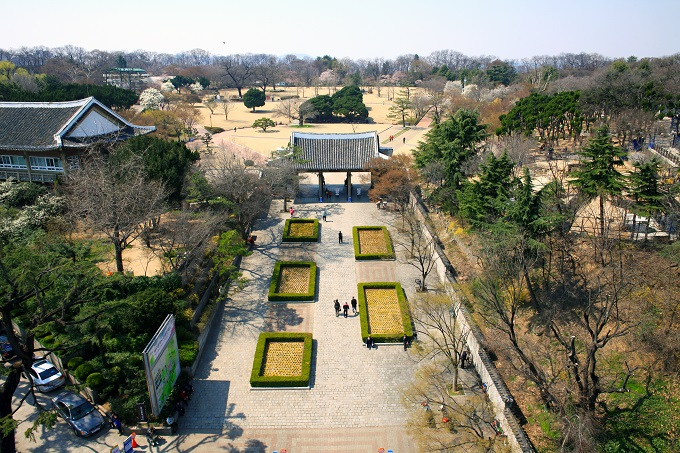
6경 달성토성
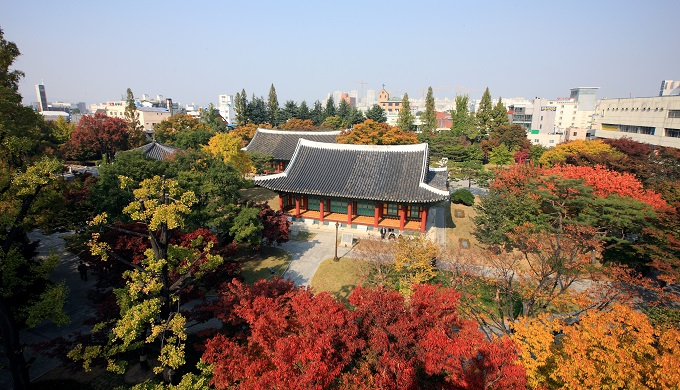
7경 경상감영공원
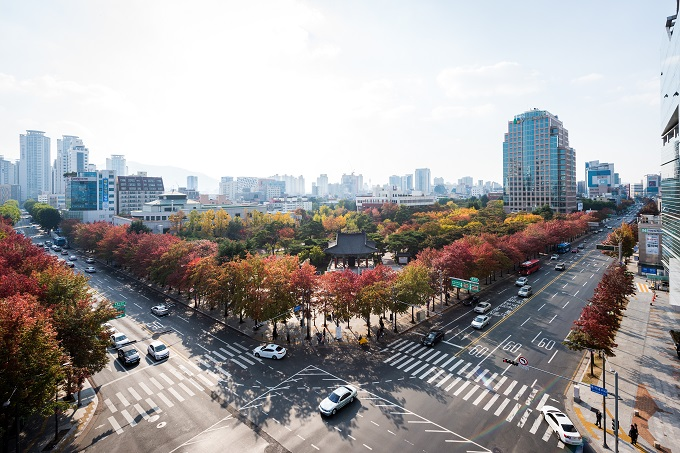
8경 국채보상기념공원
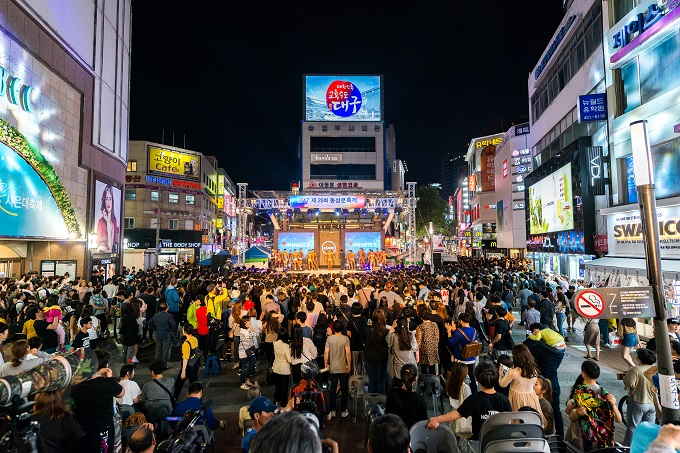
9경 동성로
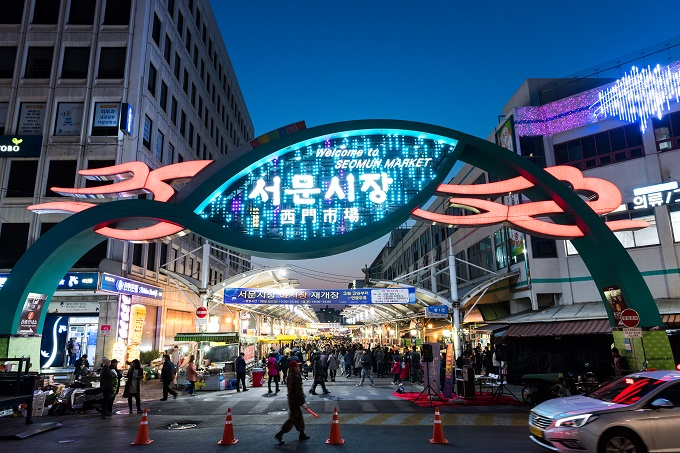
10경 서문시장
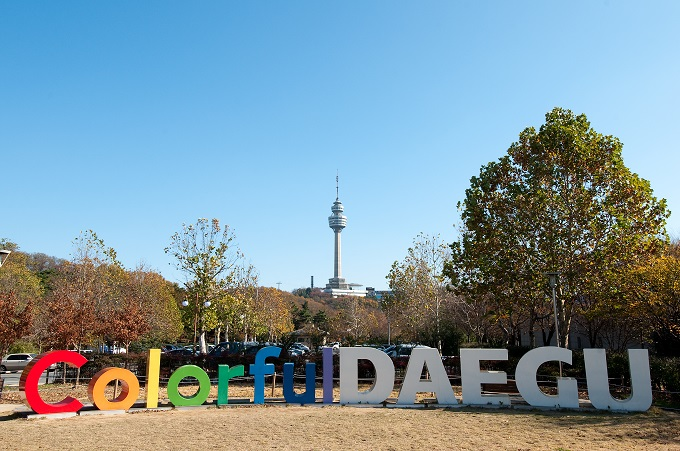
11경 83타워
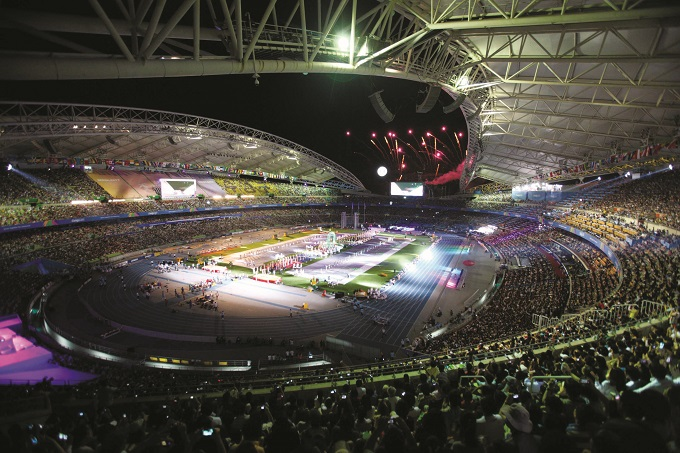
12경 대구스타디움

### 요리
한우육회, 납작만두, 야끼우동, 중화비빔밥, 석쇠불고기(북성로), 뭉티기, 막창구이, 곱창구이(안지랑) 등이 대구광역시에서 유명한 음식이다.

#### 대구 10미
대구광역시 10미에는 육개장, 막창 구이, 뭉티기(소 생고기), 동인동 찜갈비, 논메기매운탕, 복어불고기, 누른국수, 무침회, 야끼우동, 납작만두가 있다.

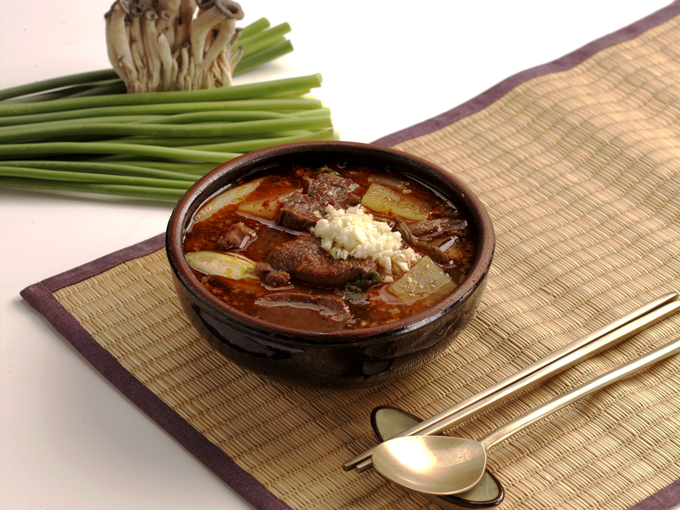
1미 육개장
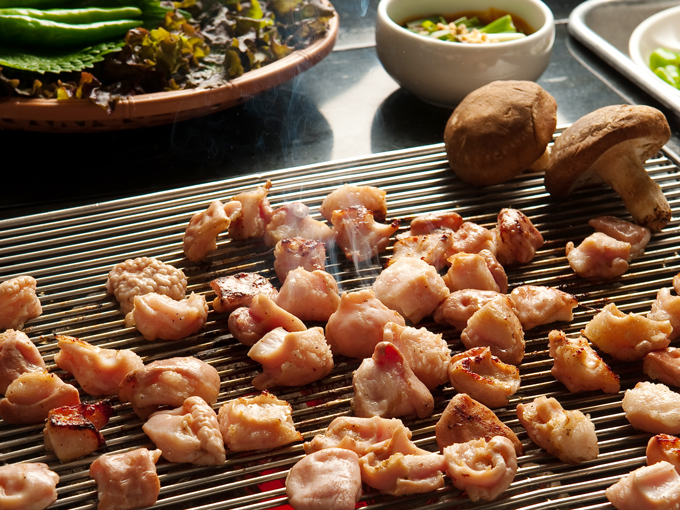
2미 막창구이
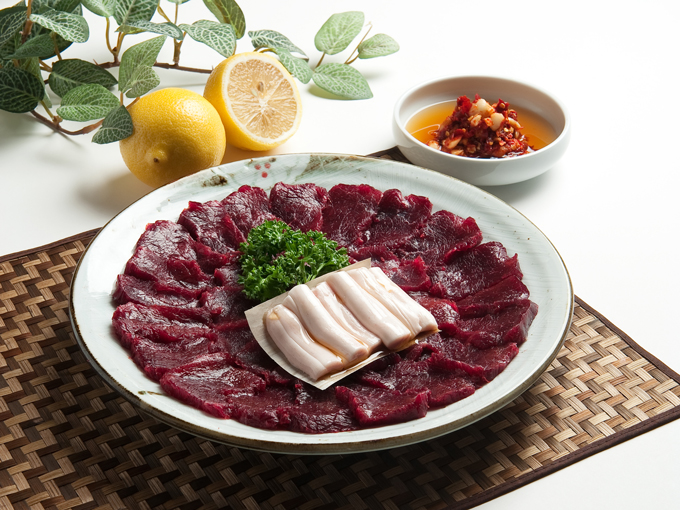
3미 뭉티기
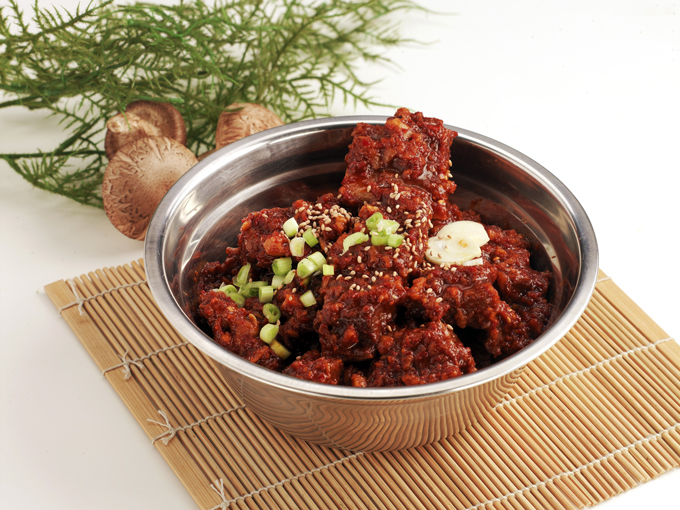
4미 동인동찜갈비
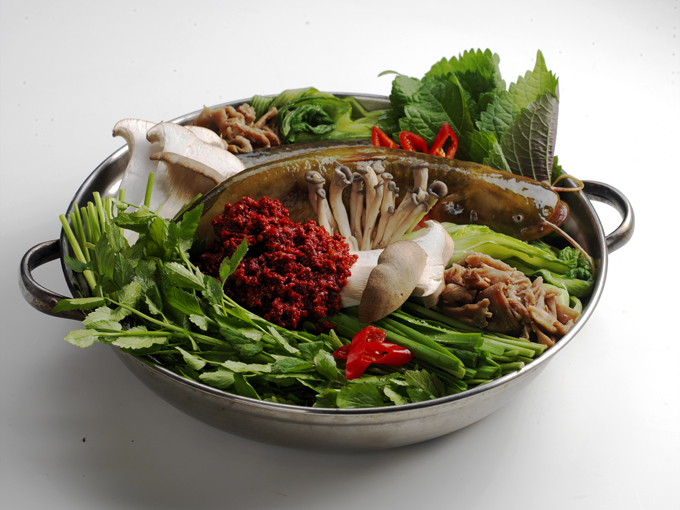
5미 논메기매운탕
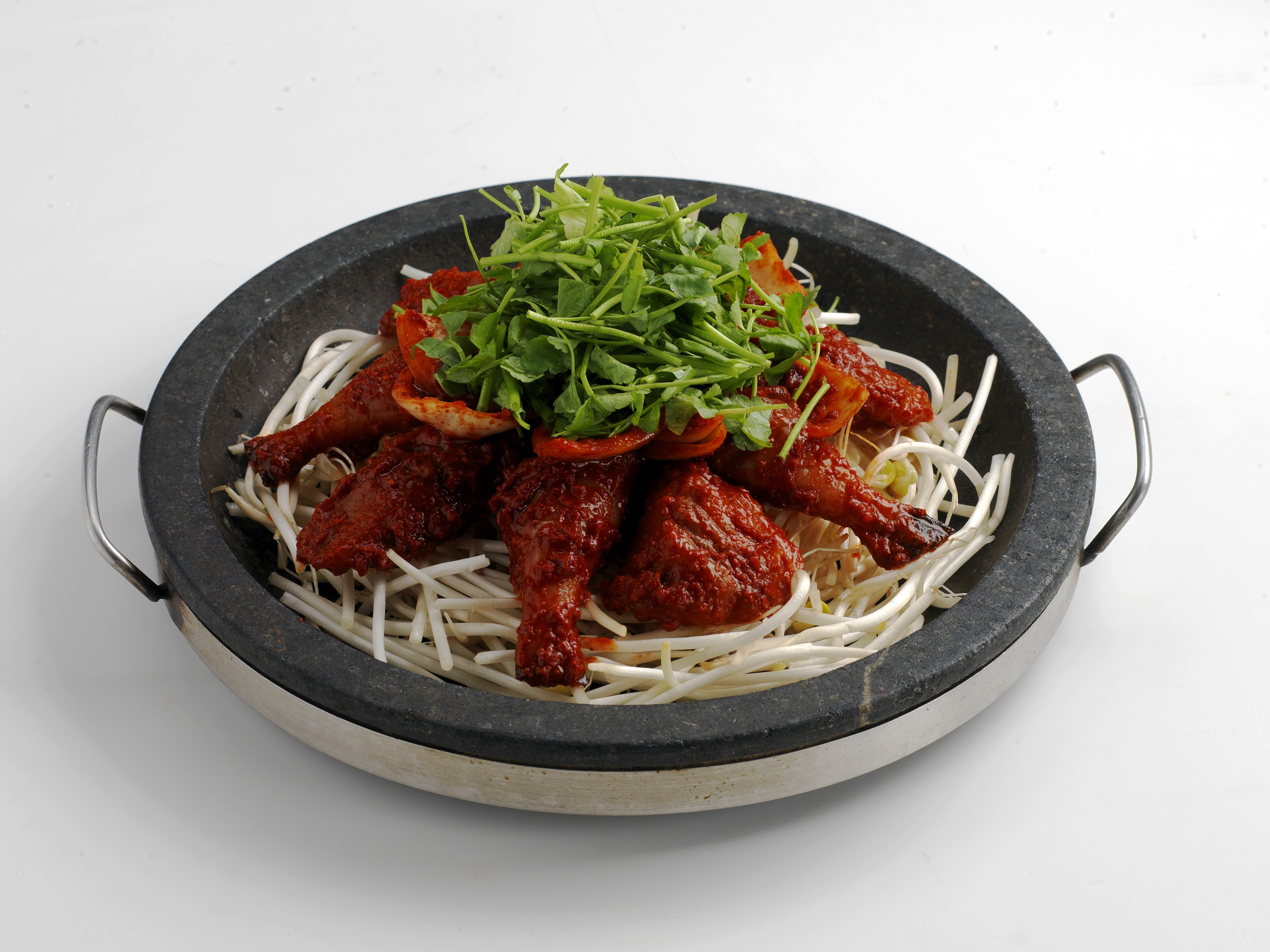
6미 복어불고기
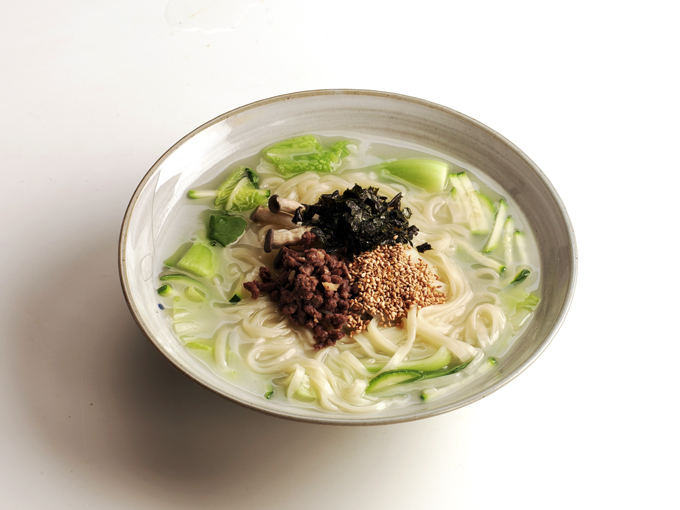
7미 누른국수
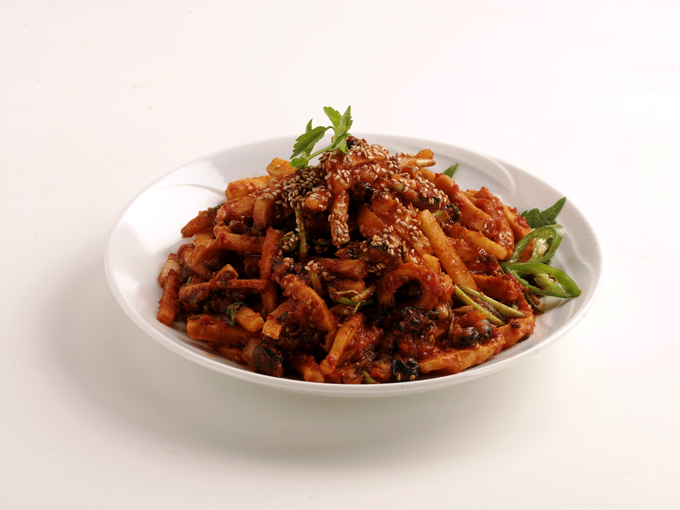
8미 무침회
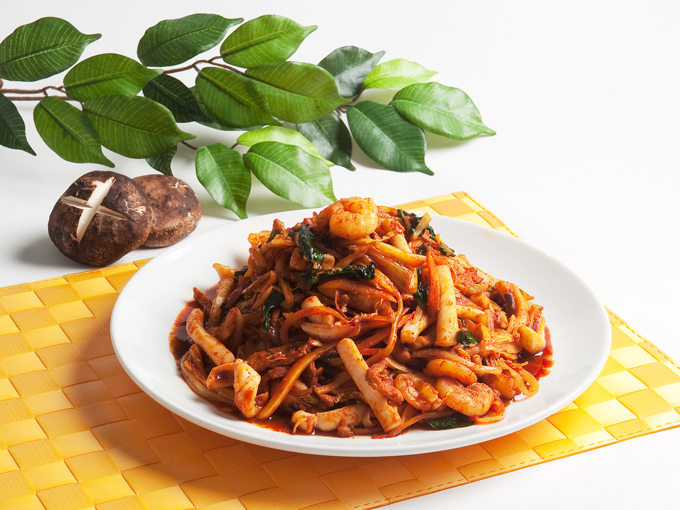
9미 야끼우동
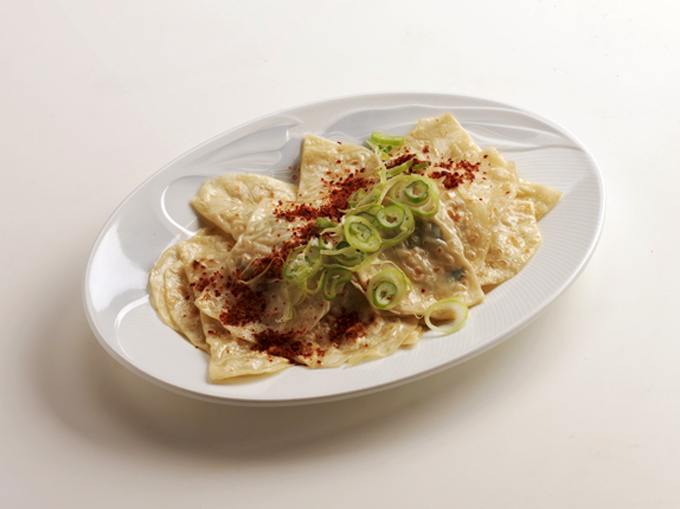
10미 납작만두

## 교통
대구는 버스와 도시철도가 주요한 대중교통 수단이다. 외부 지역 및 국가와는 철도, 버스, 항공 등으로 연결된다.

### 도로
고속도로는 경부고속도로, 광주대구고속도로, 새만금포항고속도로, 중부내륙고속도로, 중부내륙고속도로지선, 중앙고속도로, 영천상주고속도로, 대구외곽순환고속도로가 지난다.
이상 7개 고속도로 노선 및 5개 국도 노선이 시가지를 방사형으로 연결하고 있다. 신천대로, 앞산순환로, 신천동로, 대구외곽순환고속도로 등 도시고속화도로로 확충되어 있다. 2023년 7월 군위군이 대구광역시에 편입되면서 영천상주고속도로를 이용할 수 있게 되었다.
- 분기점 : 금호 분기점, 도동 분기점, 동대구 분기점, 옥포 분기점, 현풍 분기점
- 나들목 : 군위 나들목, 동군위 나들목, 서군위 나들목, 남대구 나들목, 동대구 나들목, 북대구 나들목, 서대구 나들목, 성서 나들목, 수성 나들목, 칠곡 나들목, 유천 나들목, 화원옥포 나들목, 달성 나들목, 북현풍 나들목, 현풍 나들목, 팔공산 나들목

### 버스
- 시외버스 : 두 개의 고속버스 터미널과 다섯 개의 시외버스 터미널에서 전국 각지로 가는 버스가 운행된다. 버스 등급은 급행·순환·간선·지선·출근 등급이다.
- 시내버스 : 수입금의 분배는 대구광역시에서 맡아 하고, 버스의 운행은 개별 회사가 맡아 하는 준공영제로 운영된다. 도시 규모에 비해 도시철도망이 부족한 대구의 대중교통에서 시내버스의 역할은 절대적인 위치를 차지하고 있다. 버스 운임은 다음과 같다. 일반/좌석버스의 운임은 현금은 어른 1,400원, 청소년 1.000원, 어린이 500원이고, 교통카드는 어른 1,250원, 청소년 850원, 어린이 400원이다. 급행버스의 운임은 현금은 어른 1,800원, 청소년 1,300원, 어린이 800원이고, 교통카드는 어른 1,650원, 청소년 1,100원, 어린이 650원이다. 교통카드를 이용하여 버스와 도시철도 모두 최초 교통 수단의 하차부터 30분 이내에 다음 교통 수단으로 갈아탈 경우 무료/할인 환승 혜택을 받을 수 있다. (대구광역시 버스노선 안내 시스템)

### 도시철도
- 대구 도시철도 : 도시철도는 대구교통공사가 관리하고 운행한다. 대구광역시 북동~남서를 대각선으로 관통하는 ● 대구 도시철도 1호선과 동서로 관통하는 ● 대구 도시철도 2호선과 남동~북서를 대각선으로 관통하는 모노레일 노선인 ● 대구 도시철도 3호선과 한국철도공사 대구경북본부에서 운영하는 ● 대경선이 운행되고 있다.

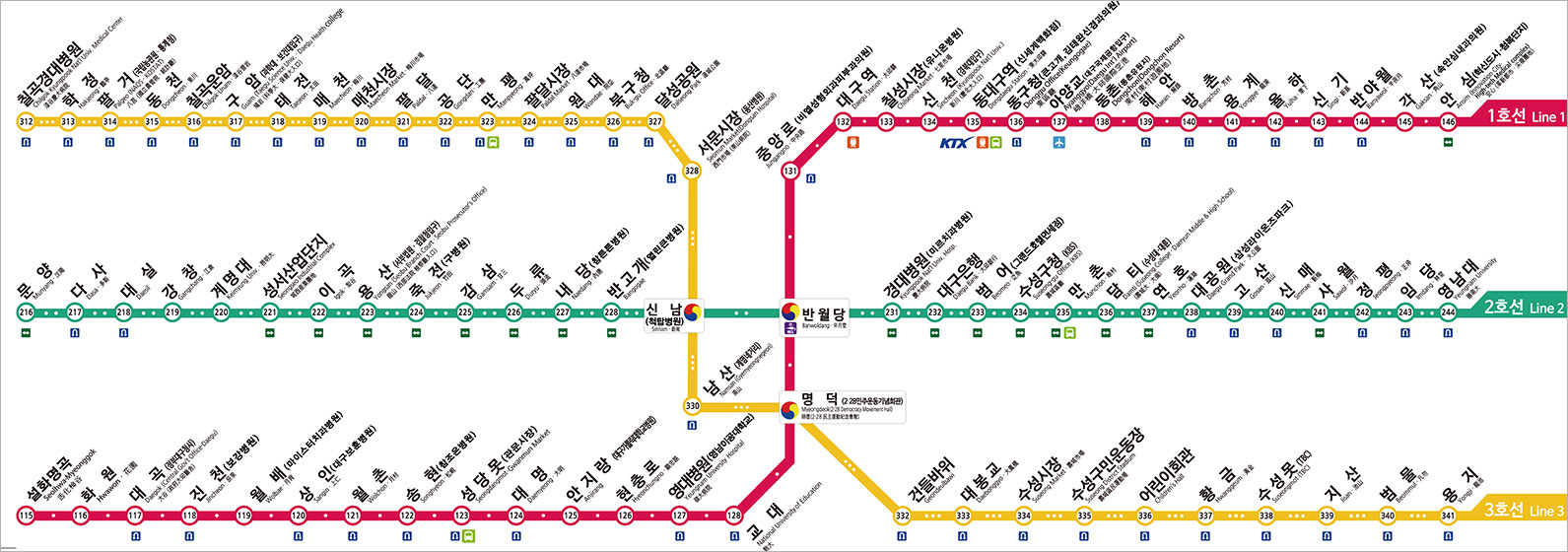
대구 도시철도 노선도(2018년)

### 택시
중형택시의 경우 기본요금 2km까지 4,000원으로, 이후 거리요금은 144m당 100원으로, 시간요금은 34초당 100원으로 책정되어 있다. 소형택시의 경우 기본요금 2km까지 2,800원으로, 이후 거리요금은 144m당 50원으로, 시간요금은 34초당 50원으로 책정되어 있다. 경형택시의 경우 기본요금 2km까지 2,200원으로, 이후 거리요금은 144m당 20원으로, 시간요금은 34초당 20원으로 책정되어 있다.
- 나드리콜 : 대구시에서 중증장애인, 만65세이상의 사람으로서 대중교통이용에 어려움이 있는 사람 등을 대상으로 운영하고 있는 콜택시이다. 기본요금이 1,000원이고 거리당 요금이 책정되며, 시내는 최대 3,300원 시외는 최대 6,600원이 한도이다.

### 철도
대구역과 동대구역에서 경부선, 경북선, 대구선, 동해선 열차를 이용할 수 있다. KTX와 SRT는 동대구역과 서대구역에서 이용할 수 있다. 2023년 7월 1일부터 군위군이 대구광역시에 편입되면서 2024년 12월 20일부터 중앙선 복선 전철화 구간이 완공되어 군위역으로 이전 통합되었다.
- 대경선 : 2018년 4월 구미 ~ 경산 구간 공사에 들어가고 2024년 12월 14일에 개통했다. 2, 3단계로 나누어져 있고 밀양과 김천까지 공사를 할 계획이고 서대구역을 복합환승센터로 건설해 KTX와 SRT가 개통된다.

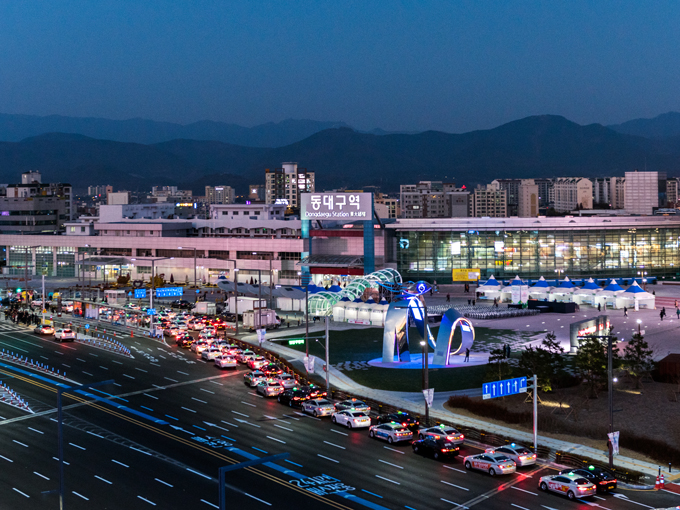
동대구역

### 공항

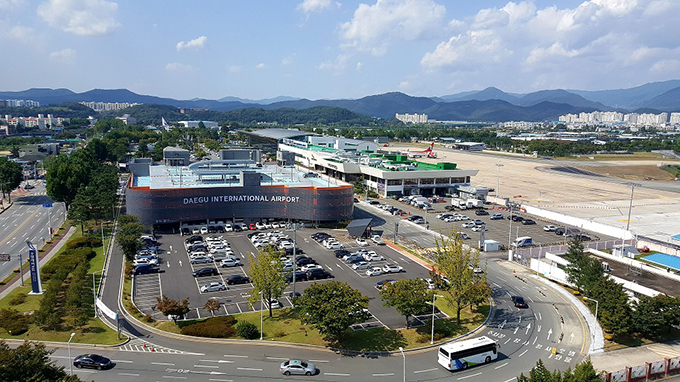
대구국제공항

동구 지저동에 대구국제공항이 있다. 대구국제공항의 항공편은 매년 동계항공기간이 끝나면 대폭 늘어난다. 대구공항에서는 국내선 제주․김포 2개 노선이 매주 215편 운항하고 있으며, 국제선은 매주 중국(상하이, 베이징, 싼야) 24편, 일본(도쿄, 오사카, 후쿠오카, 삿포로, 오키나와, 구마모토, 사가) 177편, 동남아(홍콩, 세부, 방콕, 타이베이, 다낭, 마카오, 하노이) 148편, 대양주(괌) 14편, 러시아(블라디보스토크) 14편이 운항되고 있다.
(대구국제공항)
| 구분       | 구분      | 노선명            | 운항편수 | 취항 항공사                                | 비고 |
| ---------- | --------- | ----------------- | -------- | ------------------------------------------ | ---- |
| 국내선(3)  | 국내선(3) | 대구-인천         | 4편/일   | 대한항공                                   |      |
| 국내선(3)  | 국내선(3) | 대구-제주         | 32편/일  | 대한, 아시아나, 티웨이, 제주, 에어부산     |      |
| 국내선(3)  | 국내선(3) | 대구-김포         | 2편/일   | 에어부산                                   |      |
| 국제선(23) | 중국      | 대구-상하이       | 7편/주   | 中동방항공                                 |      |
| 국제선(23) | 중국      | 대구-베이징       | 3편/주   | 제주항공                                   |      |
| 국제선(23) | 중국      | 대구-선양         | 2편/주   | 대한항공                                   |      |
| 국제선(23) | 중국      | 대구-싼야         | 4편/주   | 에어부산                                   |      |
| 국제선(23) | 일본      | 대구-구마모토     | 3편/주   | 티웨이항공항공                             |      |
| 국제선(23) | 일본      | 대구-가고시마     | 3편/주   | 제주항공                                   |      |
| 국제선(23) | 일본      | 대구-도쿄         | 35편/주  | 티웨이항공, 에어부산, 제주항공             |      |
| 국제선(23) | 일본      | 대구-오사카       | 36편/주  | 티웨이항공, 에어부산                       |      |
| 국제선(23) | 일본      | 대구-후쿠오카     | 28편/주  | 티웨이항공, 에어부산                       |      |
| 국제선(23) | 일본      | 대구-삿포로       | 14편/주  | 에어부산                                   |      |
| 국제선(23) | 일본      | 대구-오키나와     | 8편/주   | 티웨이항공                                 |      |
| 국제선(23) | 동남아    | 대구-홍콩         | 6편/주   | 티웨이항공                                 |      |
| 국제선(23) | 동남아    | 대구-타이베이     | 23편/주  | 티웨이항공, 에어부산, 타이거에어, 제주항공 |      |
| 국제선(23) | 동남아    | 대구-세부         | 12편/주  | 티웨이항공                                 |      |
| 국제선(23) | 동남아    | 대구-다낭         | 42편/주  | 티웨이항공, 에어부산, 제주항공, 비엣젯항공 |      |
| 국제선(23) | 동남아    | 대구-나트랑       | 2편/주   | 제주항공                                   |      |
| 국제선(23) | 동남아    | 대구-클라크       | 3편/주   | 티웨이항공                                 |      |
| 국제선(23) | 동남아    | 대구-하노이       | 7편/주   | 티웨이항공                                 |      |
| 국제선(23) | 동남아    | 대구-마카오       | 5편/주   | 제주항공                                   |      |
| 국제선(23) | 동남아    | 대구-방콕         | 14편/주  | 티웨이항공                                 |      |
| 국제선(23) | 대양주    | 대구-괌           | 7편/주   | 티웨이항공                                 |      |
| 국제선(23) | 유럽      | 대구-블라디보스톡 | 3편/주   | 티웨이항공                                 |      |

## 경제
2012년 대구의 지역내 총생산(GRDP)은 38조 7,000억 원이며, 실질성장률은 2.4%이다. 2013년 대구광역시의 1인당 개인소득은 16개 시도 중 6번째로 상위권이었다. 통계청이 발표한 ‘2013년 지역소득(잠정)’에 따르면 대구의 1인당 개인소득은 1,538만원으로 울산 1,916만원, 서울 1,869만원, 부산 1,618만원, 대전 1,576만원, 제주 1,564만원에 이어 16개 시ㆍ도중 6번째로 높았다. 시ㆍ도 전체 명목 개인소득은 796조원으로 1년 전보다 30조원(3.9%)이 늘었다. 실질 지역 내 총생산 성장률(경제성장률)도 3.8%로 전국 5위를 나타냈다. 이밖에 대구의 지역 총소득은 52조 6,000억원으로 전국의 3.7%를 차지했으며 지역 내 총생산 대비 지역 총소득 비율은 117.3 수준이었다.
2018년 대구의 지역내총생산(GRDP) 규모는 50조 8,000억원으로 전국의 2.9% 비중을 차지하고 있다. 1인당 개인소득은 2,060만원으로 증가했다.
국세청의 재산 보유현황 '2020 한국 부자보고서'에 따르면 2019년 말 기준 대구에는 1만6천명, 경북에는 7천명의 부호가 살고 있다. 대구는 서울(16만2천명), 경기(7만7천명), 부산(2만5천명)에 이어 네 번째로 부호가 많은 지역에 이름을 올렸다. 금융자산 10억원 이상 보유한 '부호'는 35만4천명이다.

## 산업

### 농업
대구의 농업은 1995년 달성군과의 도농 통합으로 비중이 높아졌다. 2015년 기준 농가호수는 16,571호, 농가인구는 44,542명, 농경지면적은 8.291ha이다. 낙동강과 금호강을 끼고 있는 달성군 지역에서 쌀이 많이 생산되었으나, 현재는 근교농업과 낙농업의 비중이 높아지고 있다.

### 상업
대구는 옛날부터 교통의 요충지에 있어 영남지방 상권의 중심지로 발달하였고, 조선시대에 이미 전국 3대 시장의 하나인 서문시장과 약령시가 이름을 떨쳤다. 2017년 기준 대구에는 9개의 백화점과 21개의 대형마트, 7개의 쇼핑센터, 151개소의 등록시장, 1개의 종합유통단지가 있다.
| 계(단위: 개소) | 백화점 | 쇼핑센터 | 대형마트 | 전문점 | 등록시장 | 그밖의 대규모점포 |
| -------------- | ------ | -------- | -------- | ------ | -------- | ----------------- |
| 207            | 9      | 7        | 21       | 4      | 151      | 15                |

| 시장명       | 소재지                         | 점포수(단위: 개) |
| ------------ | ------------------------------ | ---------------- |
| 서문시장     | 중구 국채보상로 380일원        | 3,817            |
| 칠성시장     | 북구 칠성시장로 28일원         | 996              |
| 팔달시장     | 북구 팔달로 37길 11일원        | 900              |
| 서남(신)시장 | 달서구 달구벌대로 329길 17일원 | 196              |
| 봉덕(신)시장 | 남구 봉덕로 27길 16일원        | 323              |

| 구분     | 계        | 전시컨벤션센터 | 도매단지  | 기업관   | 물류단지  | 지원시설 | 공공시설용지 |
| -------- | --------- | -------------- | --------- | -------- | --------- | -------- | ------------ |
| 면적(㎡) | 837,721.1 | 79,966.0       | 165,102.6 | 56,449.2 | 160,588.3 | 50,470.8 | 325,144.2    |
| 업체수   | 2,977     | 32             | 2,538     | 217      | 108       | 82       | -            |

### 공업
대구는 한국의 대표적인 내륙공업지역으로 주종산업인 섬유·금속·기계 공업 부문을 통해 지속 성장해 왔다. 과거 섬유업체 수가 전채 사업체 중 절반 정도를 차지할 정도로 섬유공업에 편중된 구조였으나. 2017년 대구시 전체 산업단지 내 업체 수는 기계·금속공장이 3,882개소로 섬유공장 1,736개소보다 비중이 크다.

#### 산업 단지
| 산업단지 명           | 위치(구·군)           | 면적(천m2) | 업체수 | 등급 | 비고            |
| --------------------- | --------------------- | ---------- | ------ | ---- | --------------- |
| 성서산업단지          | 달서구, 달성군 다사읍 | 10,835     | 2,566  | 지방 | 1, 2, 3, 4, 5차 |
| 달성산업단지          | 달성군 논공읍, 구지면 | 6,820      | 316    | 지방 | 1, 2차          |
| 대구염색산업단지      | 서구 비산7동          | 855        | 124    | 지방 | 비산염색공단    |
| 검단산업단지          | 북구 검단동           | 796        | 323    | 지방 |                 |
| 옥포농공단지          | 달성군 옥포읍         | 160        | 38     | 농공 |                 |
| 구지농공단지          | 달성군 구지면         | 193        | 23     | 농공 |                 |
| 제3공단               | 북구 노원동           | 1,094      | 991    | 일반 |                 |
| 서대구공단            | 서구 상중이동         | 2,417      | 533    | 일반 |                 |
| 현풍공단              | 달성군 현풍읍         | 265        | 8      | 일반 |                 |
| 대구 사이언스 파크    | 달성군 구지면         | 265        | 8      | 국가 |                 |
| 대구 첨단의료복합단지 | 동구 신서동           | 1,030      | 0      | 국가 | 2009~2038년     |

### 미래 신성장 산업
대구는 미래첨단의료 선도도시, 미래형 자동차 선도도시, ICT․IoT 기반의 스마트시티 조성, 청정에너지 글로벌 허브도시 조성을 통한 미래 신성장 산업 육성을 추진하고 있다.

#### 첨단 의료
의료산업 분야는 2018년까지 국책연구기관 15개, 의료기업 130개, 양질의 일자리 창출 4,300개, 의료관광객 유치 25,000명을 목표로 「메디시티 대구」 조성에 매진하고 있으며, 첨단의료복합단지의 글로벌 수준 발전과 의료관광의 확대 등을 통해 대구를 세계적인 메디시티로 발전시켜 나가고 있다.

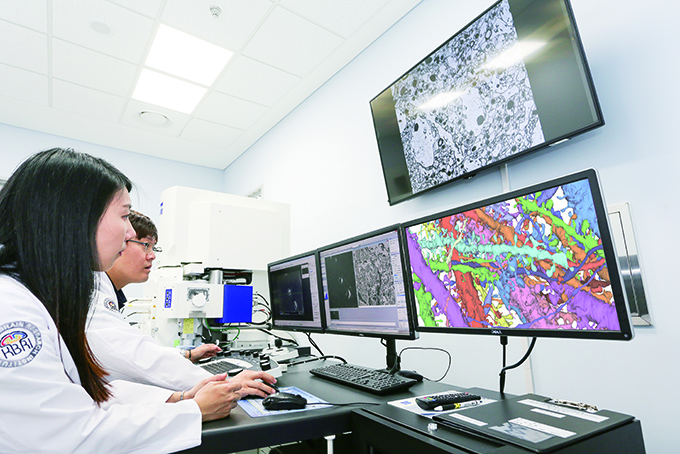
대구 소재 한국뇌연구원-첨단장비센터

| 계    | 상급종합 | 종합병원 | 병원 | 요양병원 | 정신병원 | 의원  | 치과병원 | 치과의원 | 한방병원 | 한의원 | 조산원 | 부설의원 |
| ----- | -------- | -------- | ---- | -------- | -------- | ----- | -------- | -------- | -------- | ------ | ------ | -------- |
| 3,667 | 4        | 8        | 112  | 61       | 1        | 1,714 | 18       | 868      | 2        | 871    | -      | 8        |

#### 미래형 자동차
미래형 자동차산업 분야에서는 전기상용차 생산공장 건립 투자협약, 대동공업-르노삼성 컨소시엄을 통한 1톤급 전기상용차 개발 및 생산 확정, 자율주행자동차 시범운행단지 지정(국토부), 전기자동차 보급 및 충전인프라 구축 등 미래형자동차 선도도시로서의 기반을 조성하고 있다.

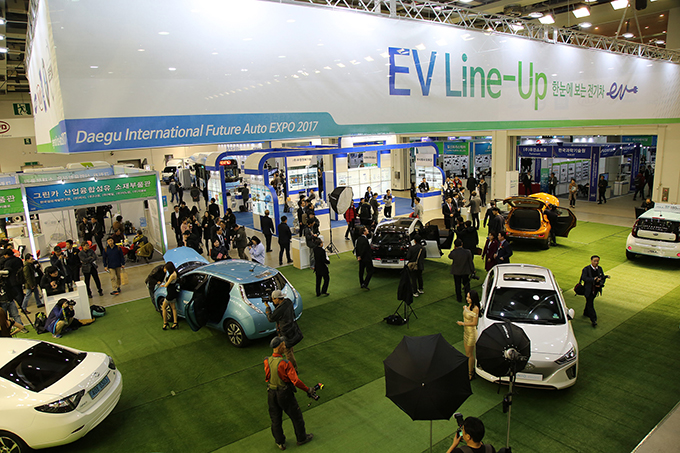
2017년 대구국제미래자동차엑스포

#### 스마트시티
스마트시티 분야에서는 새로운 성장 동력으로 발전시킬 수 있는 지역혁신플랫폼인 ‘대구형 스마트시티’ 조성하기 위하여 ICT·IoT(사물인터넷) 융합기술 경쟁력확보, SW융합 산업육성, ICT융복합스포츠산업 육성을 추진하고 있다.
대구시는 스마트시티 조성을 위한 인프라 건설과 운영체계 구축에 많은 노력을 기울여 왔고 그 결과 2020년 1월 22일 영국 왕립 표준협회(BSI)로부터 스마트시티국제표준 인증서 ISO 37106 인증을 받았다.
스마트시티국제표준은 2018년 ‘ 국제표준화기구 (ISO)’가 마련한 기준으로, BSI가 비전, 시민중심, 디지털, 개방 및 협력 등 4개 기준에 맞는 도시에 인증서를 발급하고 있다.
한국 내 광역지자체 중에서는 대구가 처음으로 ISO인증을 받았다.

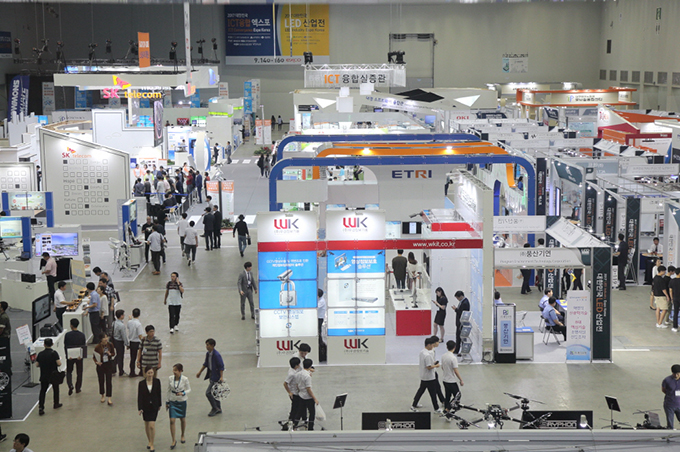
대구 2017 대한민국ICT융합엑스포

#### 신재생 에너지
대구광역시는 청정에너지 글로벌 허브도시 조성을 위해 2030년까지 신재생 에너지 보급률 20% 이상, 에너지 소비 15% 절감 목표로 에너지 신사업 Test-bed 구축. 분산전원 및 에너지 효율 극대화, 지역에너지 관련 산업 육성 등을 지속해서 추진하고 있다.

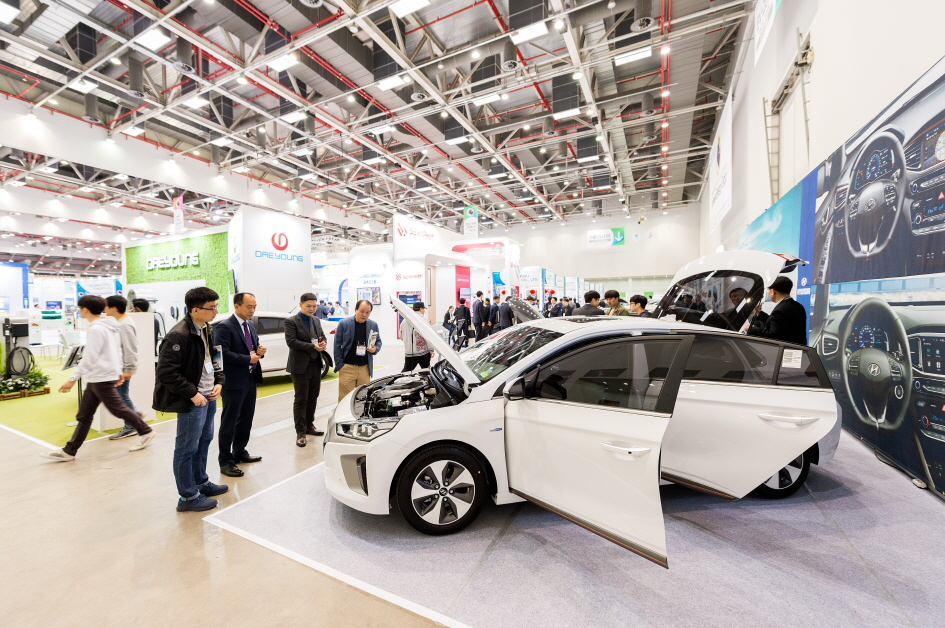
대구 2017 국제그린에너지엑스포

## 생활

### 안전 도시
2020년 대구는 코로나19 범유행 시국에서 큰 피해를 입었지만, 철저한 방역과 치료를 통해 코로나19를 성공적으로 극복했다는 평가를 받았다. 세계 부부의 날 위원회는 ‘2020 세계 부부의 날 국가 기념 행사’에서 대구시민 일동과 대구시 의료진(대구시의사회, 대구시간호사회)에게 ‘2020 올해의 특별 가족상’을 수상하였으며, “대구시민과 의료진 등 모든 구성원들이 선진 시민 의식을 발휘해 한마음 한 뜻으로 뭉쳐 코로나19를 극복해 전세계로부터 찬사를 받는 등 어려운 상황에서도 기적을 창출했기에 특별 가족상의 취지와 부합한다”라고 선정 배경을 밝혔다.

### 청결 도시
2020년 6월 11일 대구상수도사업본부는 시민들이 믿고 마실 수 있는 깨끗한 수돗물을 가정집 수도꼭지까지 안전하게 공급하기 위해 대구 시내 수도관 전체를 세척할 계획을 발표했다.

## 기업

### 건설
- HS화성
- 서한
- 태왕E&C
- SM우방

### 금융
- iM뱅크

### 방송
- KBS대구방송총국
- 대구문화방송
- TBC
- 대구교통방송
- 대구극동방송
- 기독교대구방송
- 대구가톨릭평화방송
- 대구불교방송
- 대구원음방송
- 대구국악방송
- CMB 대구방송
- KT HCN 금호방송
- LG헬로비전 대구방송
- SK브로드밴드 대구방송
- 한국케이블TV푸른방송

### 언론
- 매일신문
- 영남일보
- 대구신문
- 대구일보

### 유통
- 대구백화점
- 동아백화점

## 정치

### 군사 기지
한강 이남에서는 대전권(대전, 계룡, 논산, 세종)과 함께 주요 국방 도시이기도 하다. 제2작전사령부, 제50보병사단, 제5군수지원사령부 등의 육군 부대와 공군 1방공유도탄여단, K2 공군비행장에 공군공중전투사령부, 중앙방공통제소, 공군군수사령부, 제11전투비행단 등과 주한 미군 부대 캠프 워커, 캠프 헨리가 대구에 주둔하고 있다. 6.25 전쟁 당시 낙동강 방어선의 전진기지 중 하나였으며 지금도 군사적으로 중요한 위치를 점하고 있다.
수성구의 고산지구 개발을 위해 제50보병사단, 제2작전사령부, 제5군수지원사령부를 칠곡군으로 이전할 계획을 세우고 있다.
김범일 제31-32대 대구광역시장 시정 당시에 이러한 군사보안 부분이 강화되어 대구시민들의 안전을 더욱 보완하게 되었다.

## 스포츠
KBO 리그 삼성 라이온즈, K리그1 대구 FC, KBL 대구 한국가스공사 페가수스, FK리그 대구FS가 있다.
| 리그명   | 팀명                       | 창단연도 | 홈 경기장                 |
| -------- | -------------------------- | -------- | ------------------------- |
| KBO 리그 | 삼성 라이온즈              | 1982년   | 대구삼성라이온즈파크      |
| K리그1   | 대구 FC                    | 2002년   | 대구iM뱅크PARK            |
| KBL      | 대구 한국가스공사 페가수스 | 1994년   | 대구실내체육관            |
| FK리그   | 대구FS                     | 2024년   | 영남이공대학교 천마체육관 |

## 교류
대구광역시는 다음 도시와 자매결연 또는 우호협력 관계를 맺었다.
| 국가       | 도시                            | 자매결연시기 |
| ---------- | ------------------------------- | ------------ |
| 미국       | 조지아주 애틀랜타               | 1981.11.10   |
| 카자흐스탄 | 알마티                          | 1990.11.26   |
| 중국       | 산둥성(山东省) 칭다오시(青岛市) | 1993.12.4    |
| 브라질     | 미나스제라이스주                | 1994.6.21    |
| 일본       | 히로시마현 히로시마시           | 1997.5.2     |
| 러시아     | 상트페테르부르크                | 1997.11.3    |
| 불가리아   | 플로브디프                      | 2002.10.24   |
| 대만       | 타이베이시                      | 2010.11.4    |
| 중국       | 저장성(浙江省) 닝보시(宁波市)   | 2013.6.8     |
| 이탈리아   | 밀라노                          | 2015.7.2     |
| 중국       | 쓰촨성(四川省) 청두시(成都市)   | 2015.11.10   |
| 미국       | 위스콘신주 밀워키               | 2017.9.20    |
| 중국       | 창사                            | 2018.7.31    |
| 베트남     | 다낭                            | 2018.8.3     |
| 대만       | 가오슝                          | 2018.9.13    |
| 베트남     | 박닌                            | 2019.2.22    |
| 프랑스     | 릴                              | 2019.11.8    |

| 국가   | 도시                            | 자매우호시기 |
| ------ | ------------------------------- | ------------ |
| 중국   | 장쑤성(江苏省) 양저우시(扬州市) | 2003.3.21    |
| 중국   | 장쑤성 옌청시(盐城市)           | 2003.12.7    |
| 중국   | 랴오닝성(辽宁省) 선양시(沈阳市) | 2003.12.9    |
| 일본   | 효고현 고베시                   | 2010.7.23    |
| 베트남 | 호찌민시                        | 2015.5.29    |
| 중국   | 저장성(浙江省) 사오싱시(绍兴市) | 2015.10.26   |
| 중국   | 후베이성(湖北省) 우한시(武汉市) | 2016.3.24    |
| 태국   | 방콕                            | 2017.8.17    |
| 중국   | 후난성(湖南省) 창사시(长沙市)   | 2018.7.31    |
| 대만   | 가오슝시                        | 2018.9.13    |
| 베트남 | 박닌성(北寧省)                  | 2019.2.22    |

## 같이 보기
- 국채보상운동
- 대구 10·1 사건
- 대구광역시의 마천루 목록
- 군위군의 대구광역시 편입
- 프레시안